# Metropolitan Museum of Art
Vous lisez un « bon article » labellisé en 2007.
Ne doit pas être confondu avec The MET ou Museum of Modern Art.
Le Metropolitan Museum of Art de New York (aussi connu sous le nom abrégé de The Met) est le plus grand musée d'art des États-Unis et l'un des plus grands musées d'art au monde. Il était en 2019 le quatrième musée le plus visité au monde avec plus de 6 millions de visiteurs. Ouvert au public depuis le 20 février 1872, il est situé dans l'arrondissement de Manhattan, du côté de Central Park sur la Cinquième Avenue et à la hauteur de la 82e rue.
Le musée comprend également un autre bâtiment, The Cloisters (les cloîtres), à l'extrémité nord de l'île, dans Fort Tryon Park (quartier de Washington Heights). Cette annexe présente des œuvres d'art médiéval et des reconstitutions de cloîtres européens.
Les collections du Met comptent plus de deux millions d'œuvres d'art provenant du monde entier et représentant une gamme d'objets très divers. Les premières pièces furent apportées par les fondateurs, des dons et des legs de grands collectionneurs ainsi que les diverses politiques d'acquisition menées par les directeurs successifs ont enrichi le fonds.
Les visiteurs peuvent ainsi admirer des trésors de l'Antiquité, tels que ceux exposés dans ses galeries grecques et chypriotes, en passant par des toiles et des sculptures de tous les grands maîtres européens, jusqu'à une large collection d'art américain. Les collections sont aussi composées d'œuvres égyptiennes, africaines, asiatiques, océaniennes, moyen-orientales, byzantines et islamiques.
Une collection encyclopédique d'instruments de musique du monde entier peut aussi être admirée ainsi qu'une série d'intérieurs, comme une chambre romaine du Ier siècle ou une pièce dessinée par l'architecte américain Frank Lloyd Wright. Le musée compte également une collection d'armes et d'armures antiques d'Europe, mais aussi du Japon, des États-Unis et du Moyen-Orient.

## Histoire

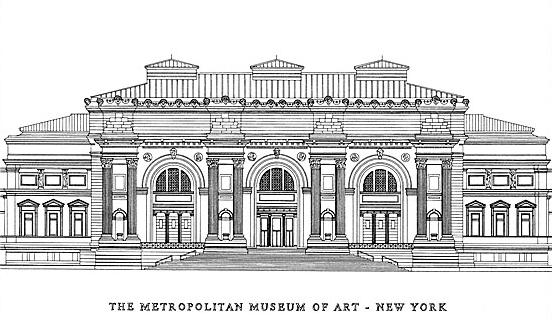
Façade du Metropolitan Museum of Art.

L'idée de la création du musée remonte à 1870, date à laquelle plusieurs personnalités américaines, issues du milieu artistique, mais également du milieu des affaires, décident de créer un musée pour apporter l'art aux citoyens américains. Les premières collections sont présentées au cours de cette même année, avec trois collections privées en provenance d'Europe, pour un total de 174 peintures, avec notamment des œuvres de Nicolas Poussin, Giambattista Tiepolo ou encore Francesco Guardi.
Le Metropolitan Museum of Art ouvre ses portes le 20 février 1872, dans l'académie de danse de Dodworth, un bâtiment situé au 681 de la Cinquième Avenue à New York. John Taylor Johnston, dirigeant d'une compagnie ferroviaire dont la collection personnelle représente le noyau du nouveau musée, est son premier président et l'éditeur George Palmer Putnam le rejoint en tant qu'administrateur. Sous leur direction, les biens du Met, qui consistaient initialement en un sarcophage romain en pierre et en la collection de 174 toiles principalement européennes, s'accroissent jusqu'à remplir tout l'espace disponible. En 1873, à la suite de l'achat par le Met de la collection d'antiquités chypriotes de Luigi Cesnola, le musée quitte la Cinquième Avenue pour s'installer dans la Douglas Mansion sur la 14e rue Ouest.

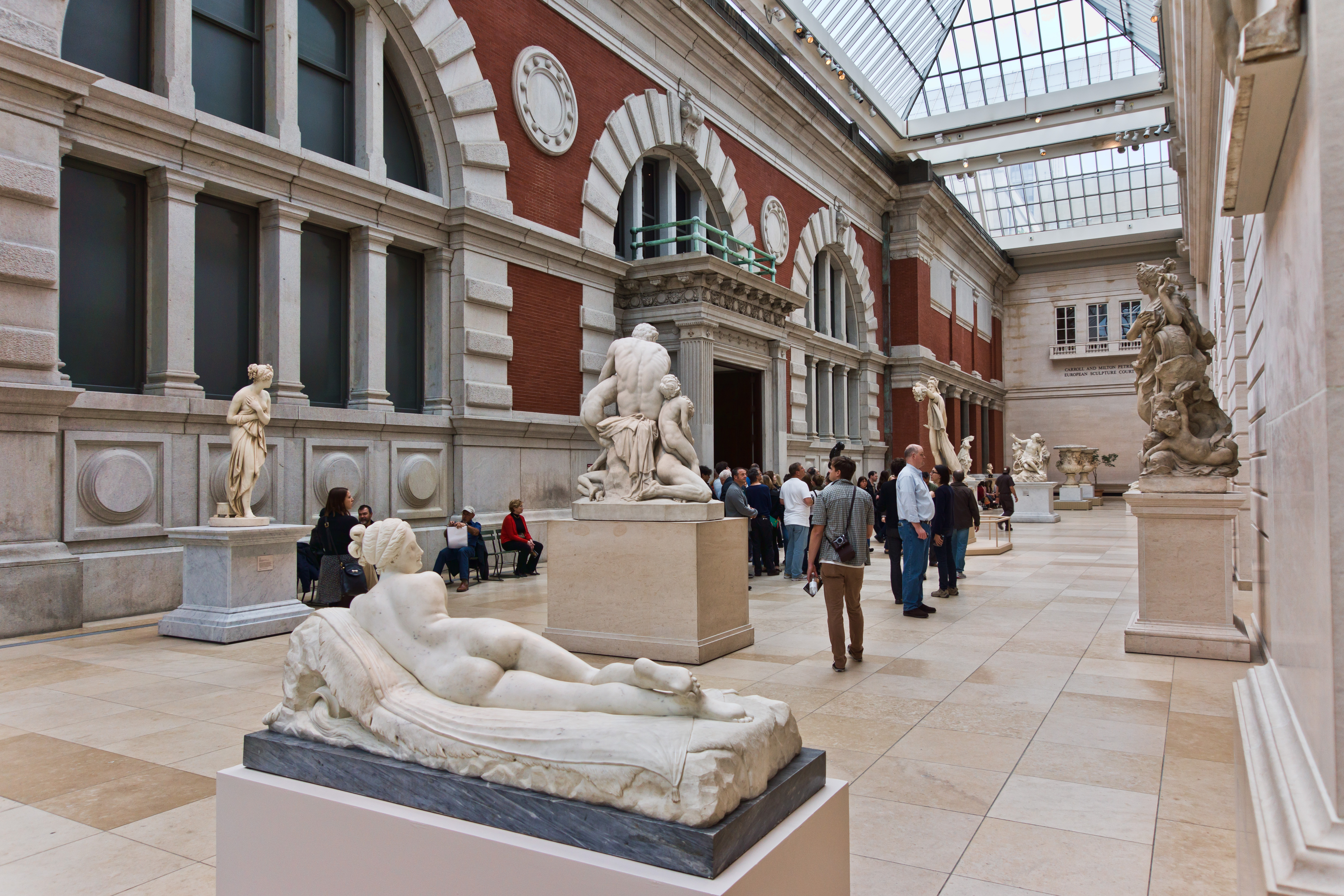
Carroll and Milton Petrie European Sculpture Court.

Cependant, grâce à une négociation avec la municipalité de New York, ces locaux ne sont que temporaires. Le Met fait en effet l'acquisition d'un terrain à l'est de Central Park, où il construit un mausolée néogothique en briques rouges, dessiné par les architectes américains Calvert Vaux et Jacob Wrey Mould. Le Met est depuis resté à cet endroit et la structure originale fait toujours partie du bâtiment actuel. Nombre d'extensions seront construites au fil du temps, comme la façade Beaux-Arts, dessinée par Richard Morris Hunt. Cette façade, commencée en 1912 et complétée en 1926, est construite en calcaire gris de l'Indiana. L'aile sud est entreprise en 1911, l'aile nord en 1913 : elles sont l'œuvre du cabinet d'architectes McKim, Mead and White. En 1963, à l'instigation d'André Malraux, le musée expose La Joconde qui reçoit la visite de dizaines de milliers de personnes.
En 1971, un nouveau plan architectural du musée est approuvé et confié au bureau d'architectes Kevin Roche, John Dinkeloo & Associates, sa réalisation s'étendra sur une période de vingt années. Son but est de rendre les collections du musée plus accessibles au public, plus pratiques pour les chercheurs et globalement plus intéressantes et didactiques pour l'ensemble des visiteurs.
Parmi les ajouts de ce nouveau plan, on trouve :
- la Robert Lehman Wing (« aile Robert Lehman »), achevée en 1975, qui abrite la collection des grands Maîtres de la peinture européenne, des impressionnistes et post-impressionnistes ;
- l'installation dans la Sackler Wing du temple de Dendour en 1978 ;
- l'American Wing, ouverte en 1980, qui comprend vingt-quatre salles et offre une vue complète de l'histoire de l'art et de la vie quotidienne américaine ;
- la Michael C. Rockefeller Wing qui présente, dès 1982, les collections africaine, océanienne et celles des Amériques ;
- la Lila Acheson Wallace Wing qui abrite les collections d'Art moderne, ouverte en 1987 ;
- la Henry R. Kravis Wing, destinée à la sculpture européenne et aux arts décoratifs de la Renaissance au début du XXe siècle en 1991.

Ces nouvelles constructions achevées, le Met peaufine et réorganise les collections à l'intérieur des nouveaux espaces. En juin 1998, la galerie des arts coréens est ouverte au public, complétant ainsi la suite des galeries consacrées aux arts asiatiques. En 1999 s'achève la rénovation des galeries des antiquités proche-orientales et celle des antiquités grecques et romaines débute. La Robert and Renée Belfer Court, présentant l'art de la Grèce antique, ouvre en juin 1996 ; les New Greek Galleries sont inaugurées en avril 1999 et les galeries chypriotes en 2000.
En 2006, le Met fait presque quatre cents mètres de long et occupe une superficie de plus de 180 000 m2, plus de vingt fois la taille de ses premiers locaux de 1880.

## Fonctionnement
L'ensemble du musée s'étend sur environ 180 000 m2 et les collections se répartissent sur 280 salles et quatre niveaux. En 2016, le Met employait plus de 2 200 salariés et plus de 1 400 bénévoles (l'Organisation des bénévoles du Met existe depuis 1967).
Bien que le musée ne perçoive aucune aide fédérale, la ville de New York prend toutefois à sa charge les dépenses de fonctionnement de l'établissement (comme le chauffage, l'éclairage et la sécurité). La plupart des recettes du musée (hors entrées des visiteurs) proviennent du secteur privé (85 % en 1994), dont une partie est versée par des fondations. Les investissements en bourse, appelés « endowment », atteignent 1,7 milliard de dollars et rapportent chaque année plusieurs millions de dollars d'intérêts dépensés par le musée. Le budget de fonctionnement du Met est de 160 millions de dollars. Les membres de clubs de bienfaiteurs disposent de privilèges en échange de leur cotisation : en 1994, il y avait près de 100 000 adhérents. Des réceptions sont organisées par le musée, en particulier dans une salle à manger qui donne sur Central Park. La vente de produits dérivés (répliques d'œuvres, bijoux, cartes postales, tee-shirts) dans la boutique du musée ou par correspondance, est une autre source de revenus. En outre, le musée organise plus de trente expositions temporaires chaque année.
Une partie du budget sert à faire de nouvelles acquisitions. Enfin, le musée prête chaque année près de 5 000 œuvres à d'autres musées.
Depuis les années 2020, l'établissement a diversifié ses activités au point que certains dénoncent la marchandisation du lieu : cinq librairies se trouvent dans l'enceinte du Met. Le musée propose également des voyages organisés thématiques et loue ses salles pour des réceptions.
En février 2017, le musée annonce la diffusion de 375 000 œuvres numérisées appartenant au domaine public sous licence Creative Commons Zero (CC0) avec possibilité de téléchargement des versions en haute définition pour tous les types d'usage, y compris commerciaux.

### Tarifs d'entrée
En 2006, son déficit atteignant alors les trois millions de dollars, le Met a été contraint d'augmenter sa « recommandation de finance d'admission » qui passe de quinze à vingt dollars, en faisant ainsi l'un des musées les plus chers du monde. Il ne s'agit cependant que d'une recommandation et tout visiteur peut entrer au Met en payant le prix de son choix, voire gratuitement.
À partir de mars 2018, le Met instaure un billet d'entrée obligatoire à 25 $ pour tous les visiteurs non-résidents de l'État de New York, du New Jersey et du Connecticut, l'ancien système restant valable pour les résidents.

## Politique d'acquisitions
Dans les années 1970, sous la direction de Thomas Hoving, le Met révise sa politique d'acquisitions en l'axant sur l'achat d'œuvres de renommée mondiale, grâce à la vente de pièces moins prestigieuses de ses collections. Bien que par le passé, le Met ait déjà vendu des objets en double ou mineurs de ses collections pour financer l'acquisition de nouvelles pièces, la nouvelle politique se voulait plus agressive et plus large qu'auparavant. Elle permit la vente d'œuvres dont la valeur aurait par le passé exclu leur mise sur le marché. Cette nouvelle politique suscita de nombreuses critiques (en particulier de la part du New York Times). Cependant elle porta ses fruits ; nombre d'objets acquis grâce au fonds généré par ces ventes sont aujourd'hui considérés comme des pièces maîtresses des collections du Met, comme le Juan de Pareja de Vélasquez et le cratère d'Euphronios représentant la mort de Sarpédon. La politique mise en place par le Met fut à cette époque suivie par d'autres musées. Le Met a poursuivi cette politique jusqu'à nos jours, vendant des pièces aussi prestigieuses que la photographie de 1904, The Pond-Moonlight (dont le musée possède une autre copie), d'Edward Steichen pour 2,9 millions de dollars.

## Collections permanentes
Les collections permanentes du Met sont exposées et gérées par dix-neuf départements indépendants, chacun d'entre eux comprenant une équipe de conservateurs spécialisés, de restaurateurs et de chercheurs.

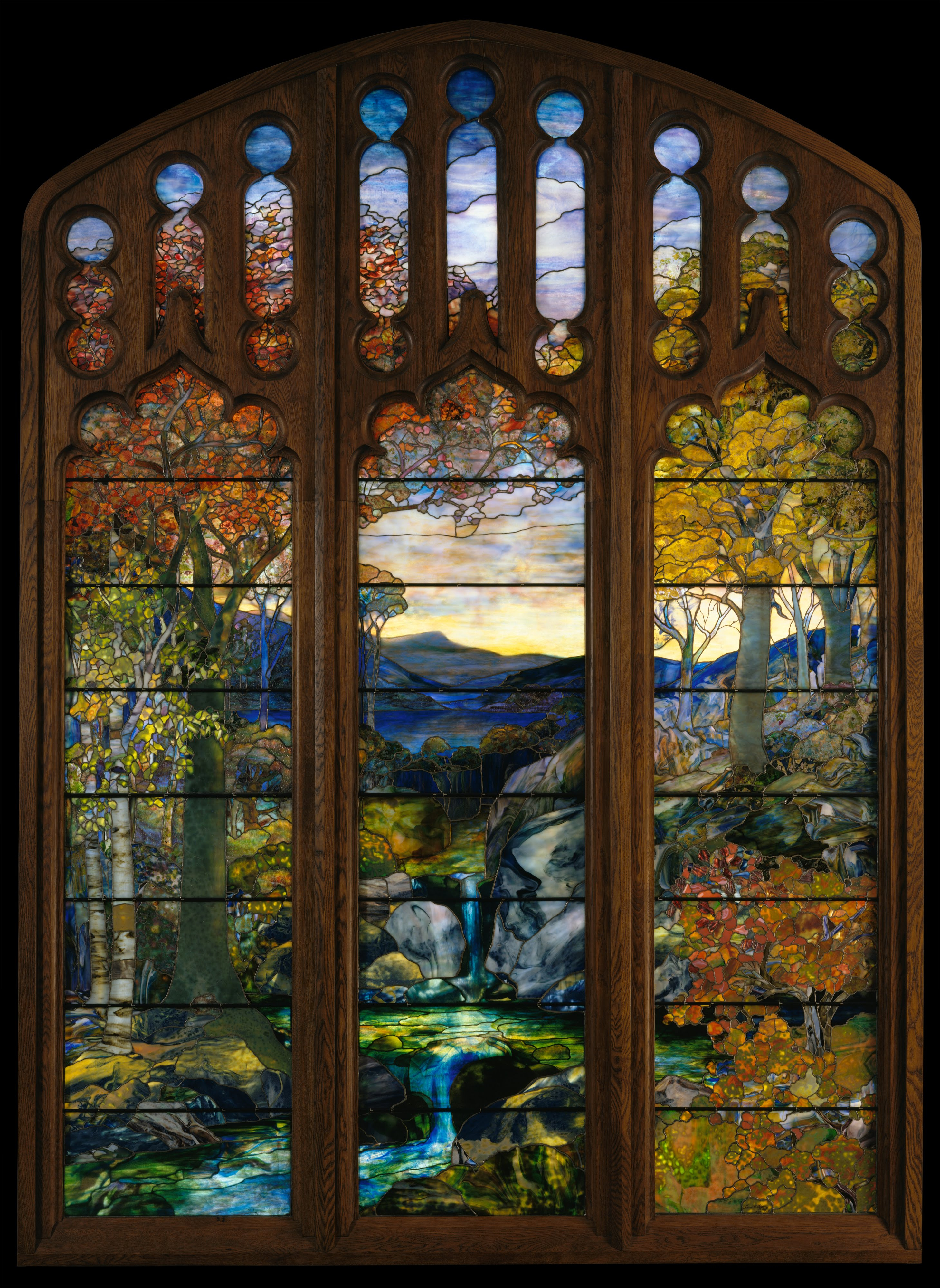
Vitrail de Tiffany, 1923

### Arts décoratifs américains
Le département des Arts décoratifs américains comprend plus de 12 000 œuvres, couvrant une période allant de la fin du XVIIe au début du XXe siècle. Bien que le Met ait reçu, en 1909, sa première collection d'Arts décoratifs américains grâce à une donation de Margaret Olivia Slocum Sage, femme du financier Russell Sage, le département ne fut créé qu'en 1934. L'un des joyaux du département est sa collection de vitraux qui est sans doute la plus importante du monde, comprenant plusieurs pièces de Louis Comfort Tiffany. Le département est aussi célèbre pour ses vingt-cinq salles présentant chacune une pièce meublée, complète, par époque ou par créateur. On trouve aussi une collection notable d'argenterie exposant de nombreuses pièces de Paul Revere ou de Tiffany & Co.

#### Quelques œuvres
- Vitraux de Tiffany
- Frank Lloyd Wright Room

### Peinture et sculpture américaines

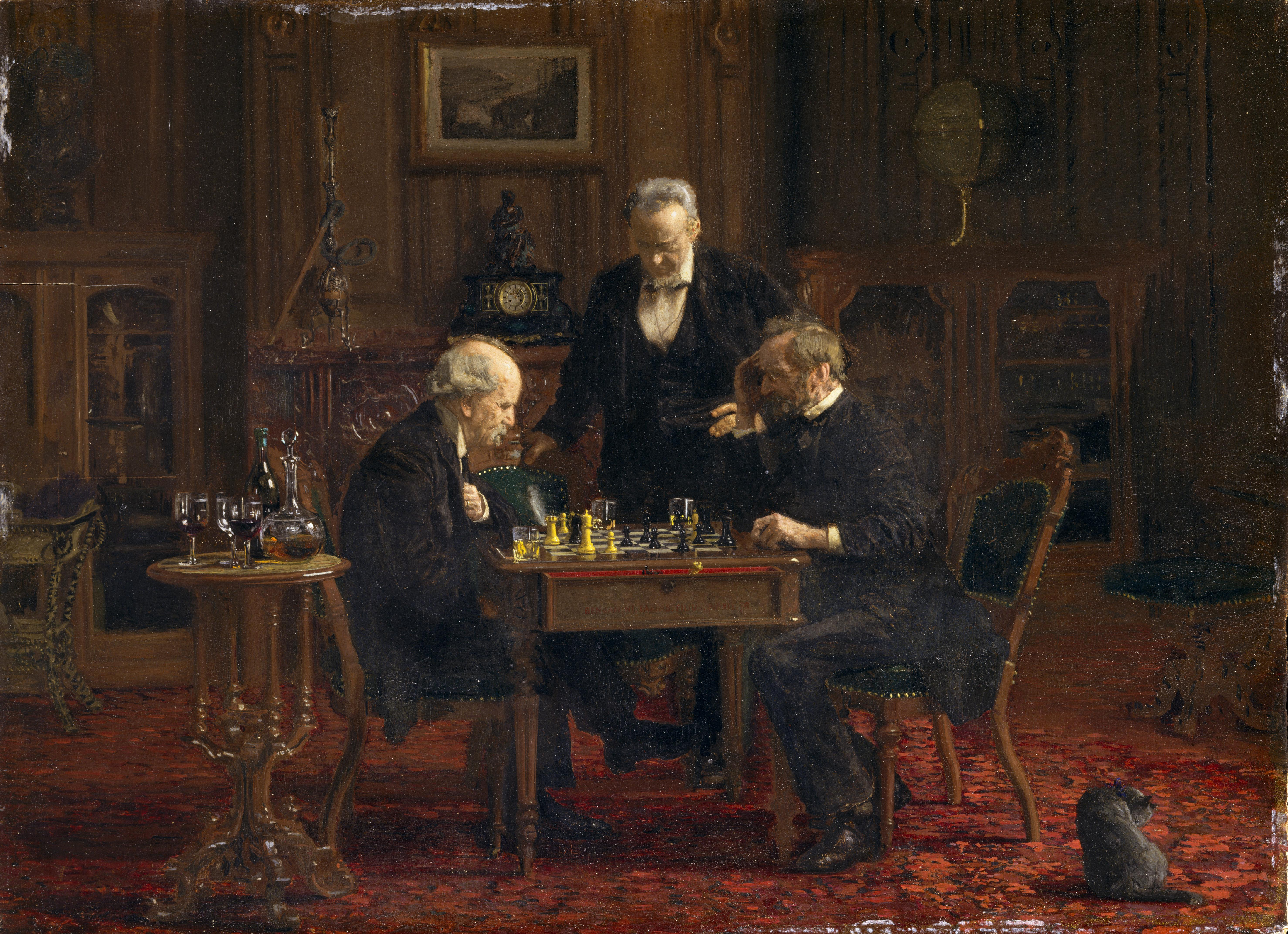
Thomas Eakins, Les Joueurs d'échecs (1876).

Depuis sa fondation, le Metropolitan Museum of Art a mis un point d'honneur à collectionner des œuvres américaines. La première pièce entrée au Met fut une sculpture allégorique de Hiram Powers intitulée California, acquise en 1870, qui est toujours visible aujourd'hui dans les galeries du musée.

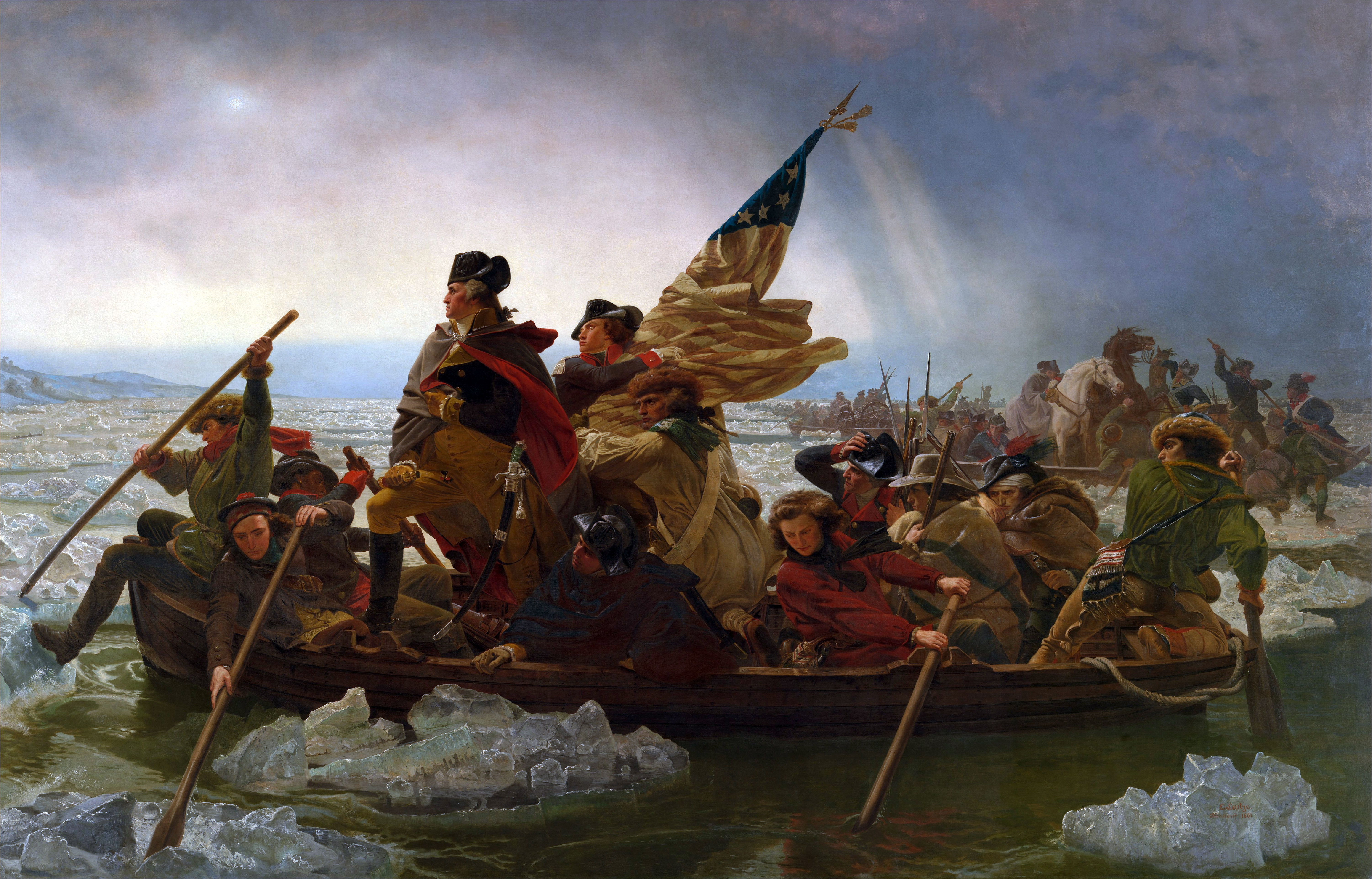
Emanuel Leutze (1816-1868), Washington Crossing the Delaware (1851).

Au cours des décennies suivantes, la collection de peintures et de sculptures américaines s'agrandit jusqu'à comprendre 1 000 toiles, 600 sculptures et 2 600 dessins, couvrant toutes les époques, de l'ère coloniale jusqu'au début du XXe siècle. Nombre des peintures les plus célèbres des États-Unis font partie de sa collection, comme le portrait de George Washington par Gilbert Stuart, le monumental Washington Crossing the Delaware d'Emanuel Leutze, ou les chefs-d'œuvre de Winslow Homer, George Caleb Bingham, John Singer Sargent, James McNeill Whistler et Thomas Eakins.
De nos jours, la collection d'art américain repose sur deux conservatoires, celui des arts décoratifs américains, créé en 1934, et celui des peintures et sculptures américaines qui vit le jour quatorze ans plus tard. Tous deux sont abrités dans l'American Wing (aile américaine), qui ouvrit en 1924. L'aile fut agrandie de manière substantielle en 1980 pour y incorporer les galeries permanentes de peintures et de sculptures américaines, les Joan Whitney Payson Galleries, puis en 1988 par la construction du Henry R. Luce Center pour l'étude de l'art américain. Les collections se déploient en tout sur 2 800 m2.

#### Quelques œuvres
- Washington Crossing the Delaware (Emanuel Leutze)
- Beauté révélée (Sarah Goodridge)
- S'habiller pour le carnaval, Un panier de palourdes et Le Gulf Stream (Winslow Homer)
- The Heart of the Andes et Le Parthénon (Frederic Edwin Church)
- The Oxbow et Le Gobelet de Titan (Thomas Cole)
- Les Joueurs d'échecs, Arcadia, La Femme de l'artiste et son setter et Max Schmitt à l'aviron (Thomas Eakins)
- Les Sœurs Wyndham, Madame X et Mr and Mrs I. N. Phelps Stokes (John Singer Sargent)
- Les Montagnes Rocheuses, Lander's Peak (Albert Bierstadt)
- George Washington (Gilbert Stuart)
- Un peu de conversation (Lilly Martin Spencer)
- Marchands de fourrure descendant le Missouri (George Caleb Bingham)
- La Tasse de thé, Autoportrait et Mère et Enfant (Mary Cassatt).

### Antiquités du Proche-Orient

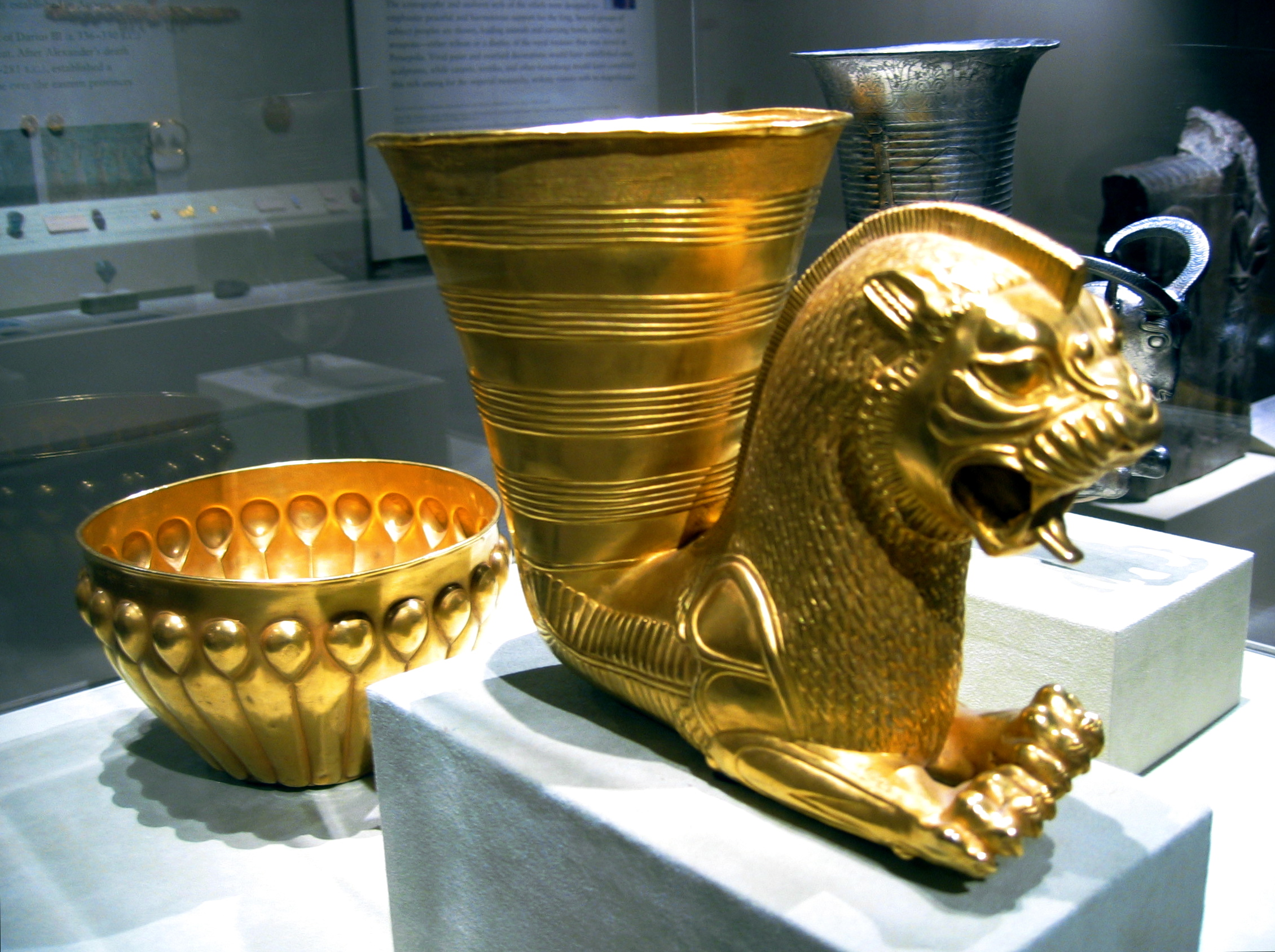
Vaisselle en or, époque achéménide, Iran,.

C'est vers la fin du XIXe siècle que le Met entreprend l'acquisition d'objets d'art antique du Proche-Orient. De quelques tablettes d'écriture cunéiforme et quelques sceaux, la collection du musée s'est étendue et comprend désormais des objets datant du début du Néolithique jusqu'à la conquête arabe de l'empire des Sassanides en 651. La collection d'art du Proche-Orient du musée s'est étendue à plus de 7 000 pièces. On y trouve des œuvres sumériennes, hittites, sassanides, assyriennes, babyloniennes et élamites (parmi d'autres), ainsi qu'une collection unique d'objets de l'âge du bronze.
En octobre 1999, les galeries d'antiquités du Proche-Orient ont été rouvertes après dix-huit mois de travaux de rénovation et de remodelage de l'exposition grâce au soutien du fonds Hagop Kevorkian. Les galeries sont organisées chronologiquement et géographiquement, les objets y sont placés dans un contexte qui éclaire leur signification dans l'Antiquité ainsi que leurs connexions avec l'art des cultures voisines. Le point central de la nouvelle construction est la galerie d'art assyrien, Raymond et Beverly Sackler, qui recrée une salle d'audience du palais du nord-ouest du roi assyrien Assurnasirpal II à Kalkhu (situé de nos jours en Irak). Le monumental lamassu, ou gardien de pierre du palais est sans doute le point d'orgue de la collection.

#### Quelques œuvres
- Rhyton orné d'un chat sauvage (Royaume parthe)
- Lamassu en pierre (Assyrie)
- Panneau de lion en marche (Babylone)
- Vaisselle en or achéménide (Perse)

### Armes et armures

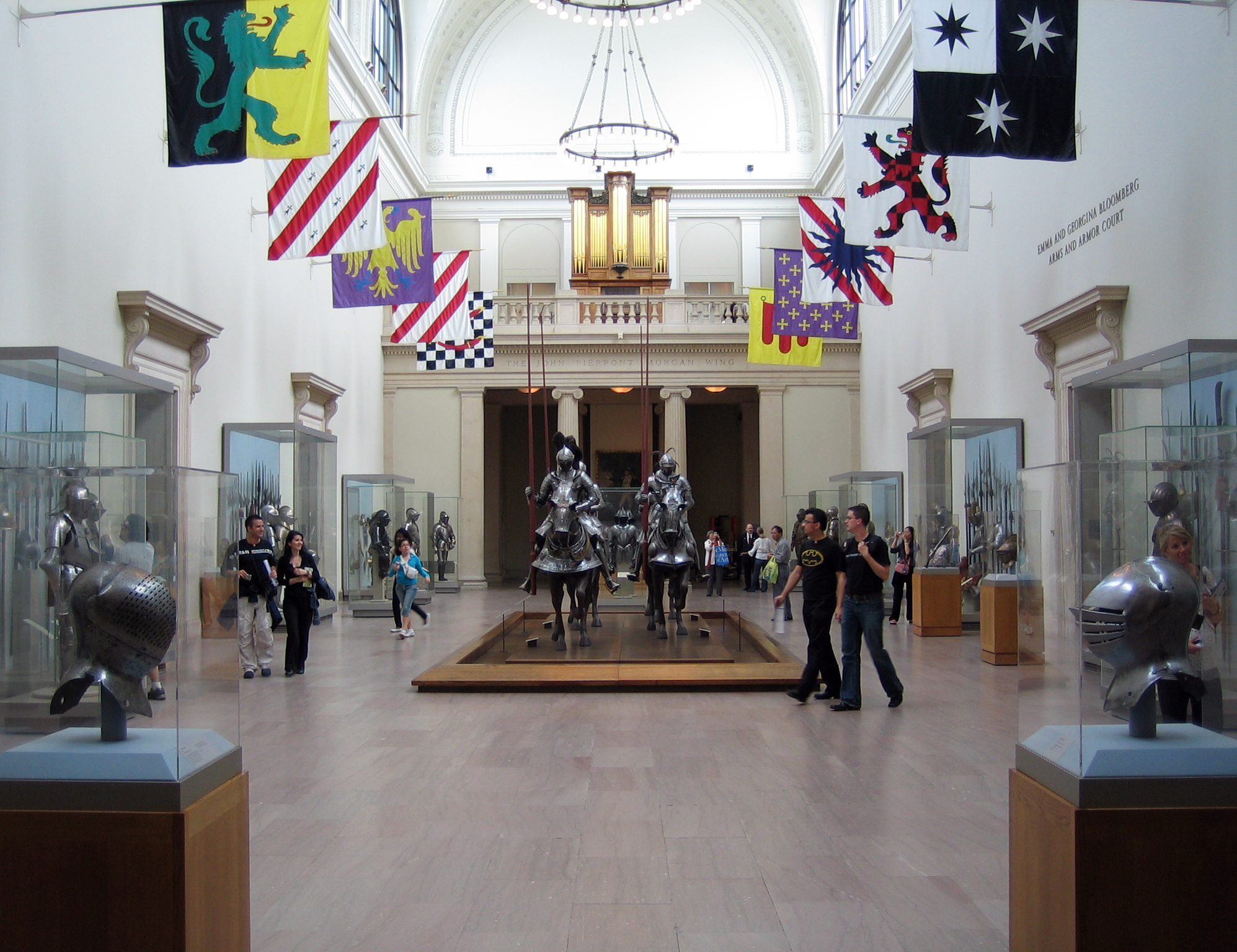
Galerie des armes et armures.

Le département des armes et armures est l'une des collections les plus populaires du musée. La « parade » des armures à cheval exposée au premier étage de la galerie est l'une des images les plus connues du Met. Le département se concentre sur les modèles d'apparat, joyaux d'habileté technique et d'ouvrages finement ciselés, du Haut Moyen Âge européen et de pièces japonaises du Ve au XIXe siècle. Cependant, ce ne sont pas les seules cultures représentées, la collection offre aussi des pièces d'autres époques et régions, comme celle de la période thinite en Égypte, de la Grèce antique, de l'Empire romain, de la période antique au Proche-Orient, de l'Afrique, de l'Océanie et des Amériques. Parmi cette collection de 15 000 objets, on compte des pièces ayant appartenu à des rois et des princes comme Henri II et Ferdinand Ier du Saint-Empire.
Le Met a reçu ses premiers exemplaires d'armes et armures en 1881. Grâce à un lot important provenant du Japon et une collection majeure européenne, toutes deux achetées en 1904, la collection du musée a bientôt acquis un renom international. Ce qui mena à l'établissement d'un département séparé en 1912.
Les galeries exposent également des armes américaines allant de l'ère coloniale jusqu'à la fin du XIXe siècle, des armes de diverses cultures islamiques, comprenant une très belle série d'armures des XVe et XVIe siècles d'Iran et d'Anatolie, ainsi que des armes serties de pierres précieuses des cours des empire ottoman et moghol.
Le 9 décembre 2020, le milliardaire Ronald Lauder a promis de faire don de sa collection d’armes et armures (91 pièces exceptionnelles) et d’apporter un soutien financier important à l’institution. En conséquence, le musée a décidé de renommer ses salles d’exposition qui prendront donc le nom de « Ronald S. Lauder Galleries of Arms and Armors ». Le Met a salué la « générosité exceptionnelle » du philanthrope qui fait ici la plus importante donation enregistrée depuis 1942 par le musée pour ses collections d’armes et d’armures.

#### Quelques œuvres
- Armure d'apparat du roi Henri II de France
- Armure d'apparat de Ferdinand Ier du Saint-Empire romain germanique

### Arts d'Afrique, Océanie et Amériques

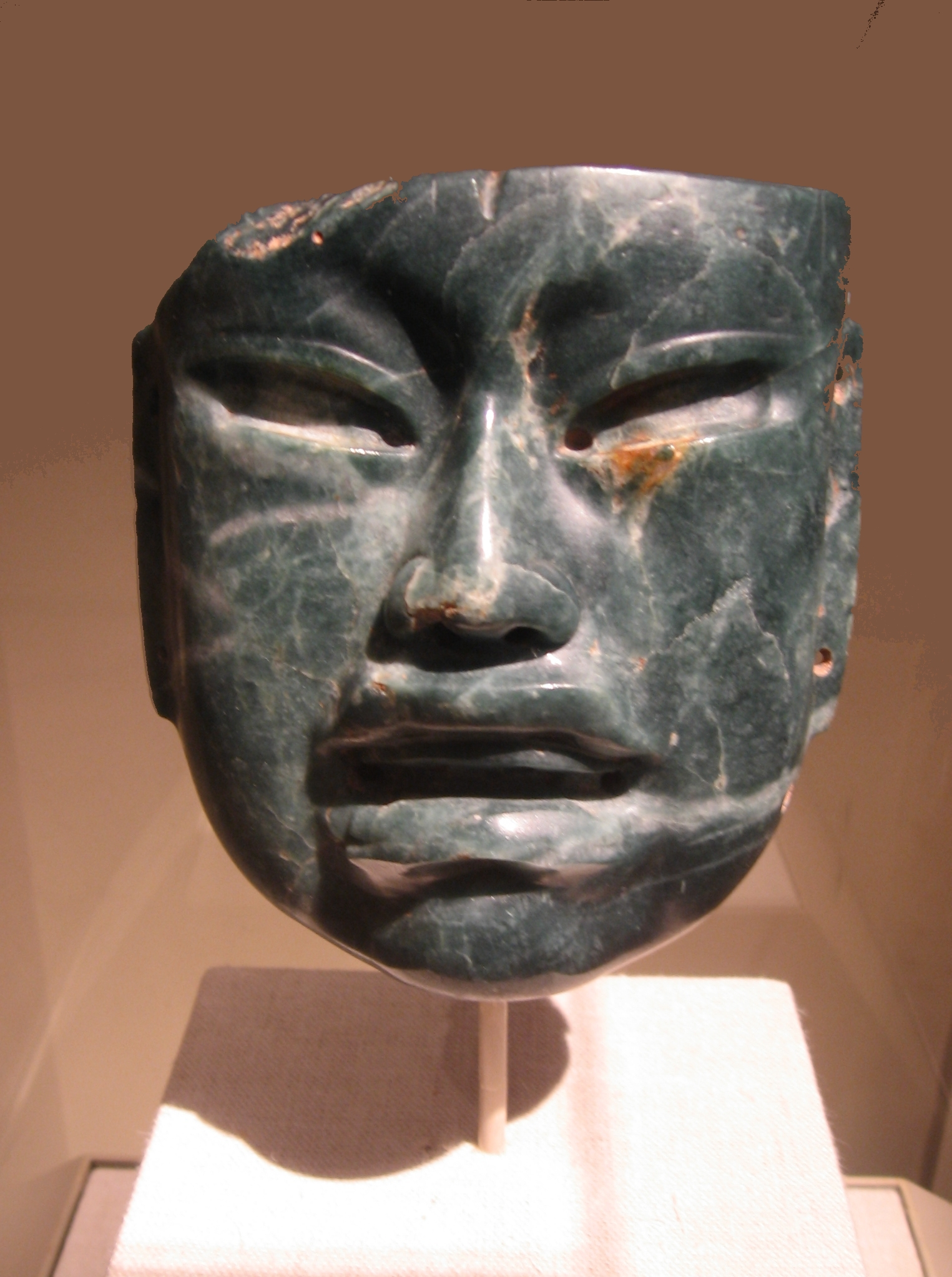
Masque olmèque,

Bien que le Met ait acquis un lot d'antiquités péruviennes en 1882, il n'entreprend une collecte systématique d'œuvres africaines, océaniennes et américaines qu'en 1969, lorsque l'homme d'affaires et philanthrope Nelson Rockefeller lui fait don de 3 000 pièces de sa collection.
Aujourd'hui, le musée est riche de plus de 11 000 œuvres d'Afrique subsaharienne, des îles du Pacifique et des Amériques qu'il expose sur près de 4 000 m2 dans l'aile Rockefeller, située à son extrémité sud. Les collections s'échelonnent sur une période de 40 000 ans, dont des peintures aborigènes, un groupe de poteaux funéraires sculptés de cinq mètres de haut, réalisés par les Asmats de Nouvelle-Guinée, mais aussi des objets rares de la cour du Bénin. La gamme d'objets présentés dans ce département est l'un des plus vastes du musée et comprend des objets réalisés à partir de différents matériaux, du métal le plus précieux jusqu'à des épines de porc-épic.
La collection africaine couvre la vaste étendue géographique de l'Afrique sub-saharienne. Les œuvres comprennent de très beaux ivoires afro-portugaises du XVe siècle, mais aussi des statuettes Fangs qui influencèrent des artistes du XXe siècle comme Jacob Epstein et André Derain. Alors que le bois est le principal moyen d'expression de ces artistes, on peut également admirer des objets en pierre, en terre cuite, en or, en argent et en ivoire ainsi que des textiles et des assemblages de perles. L'art africain contemporain est représenté par des œuvres de Fathi Hassan.
La collection des antiques Amériques est principalement mexicaine et péruvienne, couvrant une période de 3 500 ans, depuis 2000 avant notre ère jusqu'à l'arrivée des européens à la fin du XVe siècle. Parmi ces objets précolombiens, on trouve aussi bien des céramiques olmèques du Ier millénaire avant notre ère que des boucles d'oreilles en mosaïques de couleurs, des peuples moches du Pérou (plus récentes d'un millier d'années) ou qu'une statue antillaise en bois du XVe siècle. Le Jan Mitchell Treasury d'art précolombien en or, qui fut ouvert dans la galerie sud-américaine en 1993, abrite l'une des expositions les plus complètes au monde en matière d'objets américains en or. Les autres matériaux présents dans la collection comprennent la pierre, le jade, les textiles et des œuvres en plumes d'oiseaux.

#### Quelques œuvres
- Couronne des Andes
- Labret serpent à langue articulée (art aztèque)
- Jan Mitchell Treasury (or précolombien)
- Masque-pendentif du Bénin (art africain)

### Arts asiatiques

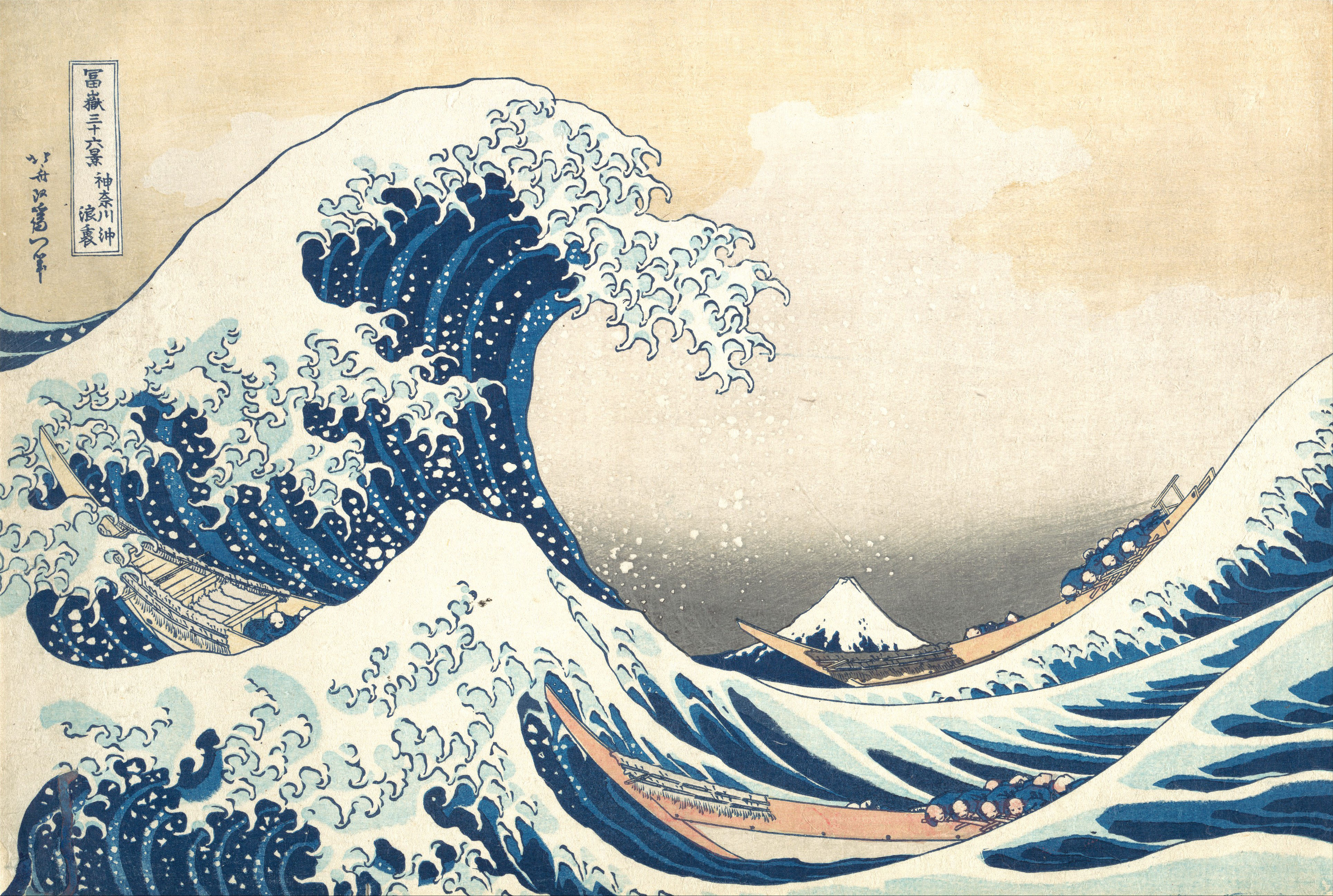
Hokusai (époque d'Edo), La Grande Vague de Kanagawa.

Le département Asie du Met est doté d'une très riche collection qui remonte à la fondation même du musée : nombre des philanthropes qui le dotèrent possédaient des œuvres asiatiques. De nos jours, c'est toute une aile qui leur est consacrée, elle comprend plus de 60 000 pièces et couvre 4 000 ans d'histoire. Chaque civilisation asiatique y est représentée et les œuvres exposées concernent chaque domaine artistique, de la peinture à l'imprimerie, en passant par la sculpture ou le travail des métaux. Le département est célèbre pour sa collection de calligraphies et de peintures chinoises, ainsi que pour ses œuvres népalaises et tibétaines. Ce ne sont pas seulement des objets d'art ou rituels qui y sont exposés, mais aussi des objets du quotidien. On y trouve également un jardin de la dynastie Ming, sur le modèle de celui du Maître des filets de Suzhou.
Le département fut établi en 1915 sous le nom de département d'Art d'Extrême-Orient, puis son nom fut changé en 1986 en département d'Arts asiatiques. La réelle impulsion, pour créer une importante collection d'arts asiatiques, vint de Douglas Dillon qui fut nommé président du conseil d'administration du musée en 1970. Depuis cette année-là, qui coïncidait avec le centenaire du musée, le département s'est engagé sur la voie de l'expansion de son personnel, de sa collection et de sa surface d'exposition en suivant un plan très ambitieux. Ce processus culmina en 1998 avec l'achèvement d'une aile entière dévolue aux arts asiatiques, occupant quelque 5 800 m2.
Les galeries Charlotte C. Weber, rénovées en 1997 et consacrées aux antiquités chinoises, ouvrirent leurs portes en 1988 afin d'exposer les collections de bronzes et jades anciens, de céramiques et de travaux sur métaux de la période néolithique jusqu'à la dynastie Tang.
Pin drop silence: Eleven-headed Avalokitesvara, (2013) une œuvre de Tenzing Rigdol, est la première d'un artiste tibétain contemporain acquise par le Met.

#### Quelques œuvres
- La Grande Vague de Kanagawa (Hokusai)
- Astor Court (reconstitution d'une cour-jardin chinoise)
- Bouddha Maitreya (statue chinoise en bronze)

### L'institut du vêtement

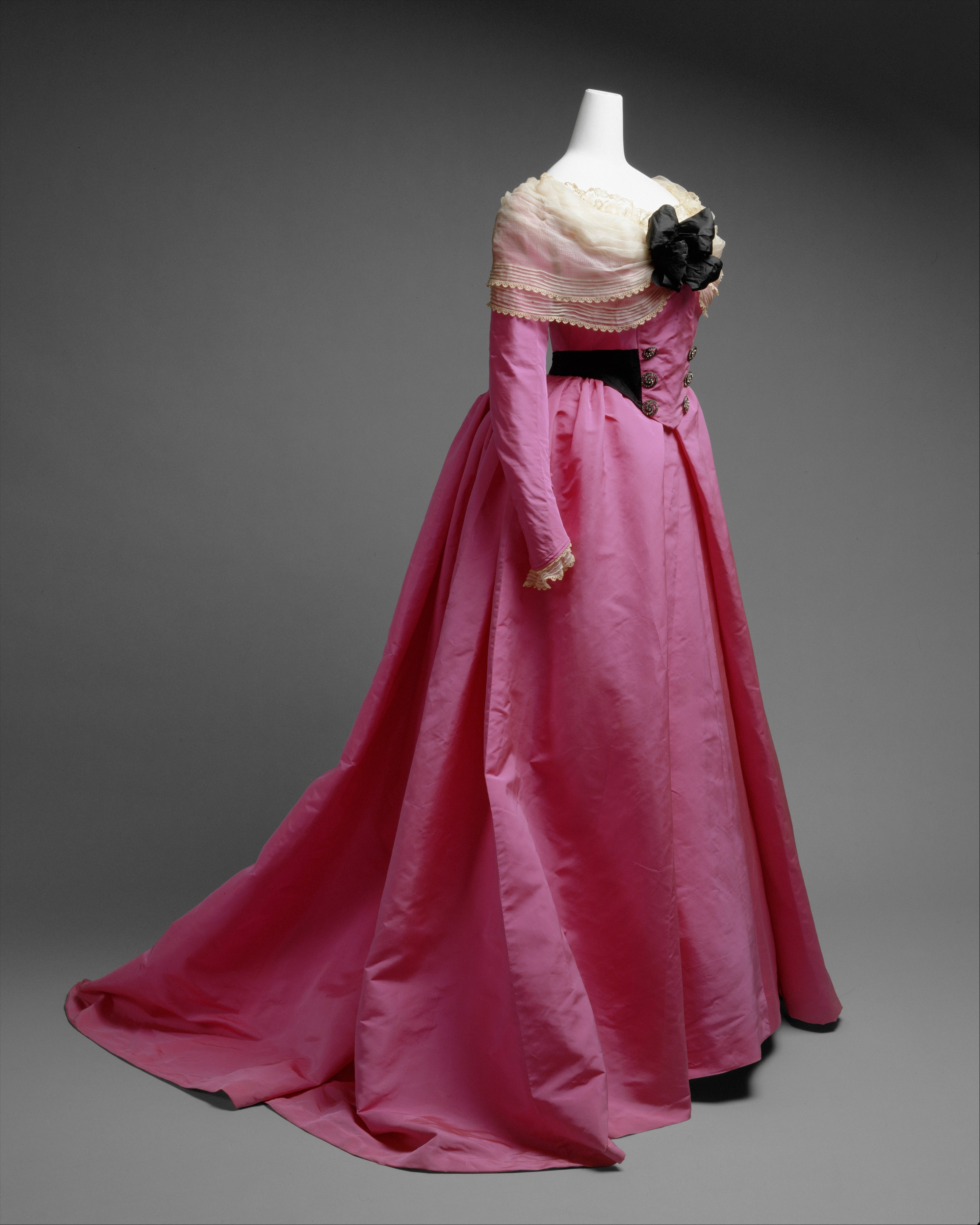
Robe en soie, 1893

Le Museum of Costume Art (musée des arts du vêtement) était une entité indépendante fondée en 1937. Dirigé par la fondatrice de la Neighborhood Playhouse School of the Theatre, Irene Lewisohn, le musée avait bénéficié de dons d'Irene et de sa sœur Alice Lewisohn Crowley, ainsi que des décorateurs de théâtre Aline Bernstein et Lee Simonson, entre autres. En 1946, grâce au soutien financier de l'industrie de la mode, le Museum of Costume Art rejoint le Met et devient en 1959 son département de l'institut du vêtement. La rédactrice du monde de la mode, Diana Vreeland (1903-1989), fut consultante de 1972 jusqu'à sa mort en 1989. Elle réalisa une suite d'expositions spectaculaires dont Le Monde de Balenciaga (1973), Hollywood Design (1974), La Gloire du Costume Russe (1976) ou encore Vanity Fair (1977) qui galvanisèrent le public et firent du département un standard international. En 2008, l’American Costume Collection du Brooklyn Museum a fusionné avec le Costume Institute, un programme de réduction des coûts après des années de collaboration étroite entre les deux organisations. Depuis, la collection comprend plus de 80 000 habits et accessoires. À cause de la nature fragile de ces objets, l'institut ne présente pas d'exposition permanente de sa collection. Par contre, chaque année il organise deux présentations de ses trésors dans les galeries du Met, chacune se concentrant sur un thème ou un créateur en particulier. Par le passé, l'institut a présenté de grands couturiers comme Chanel et Gianni Versace qui ont attiré la foule. L'institut organise chaque année un grand gala de bienfaisance, le Met Gala, parrainé par la rédactrice en chef du magazine Vogue, Anna Wintour, qui est un événement pour le monde de la mode. En 2007, le prix des 700 tickets d'entrée débutait à 6 500 dollars. Le 14 janvier 2014, le musée renomma l'institut du vêtement Anna Wintour Costume Center, en honneur à Anna Wintour.

#### Quelques œuvres
- Robe Cyclone (Jeanne Lanvin)

### Dessins et gravures

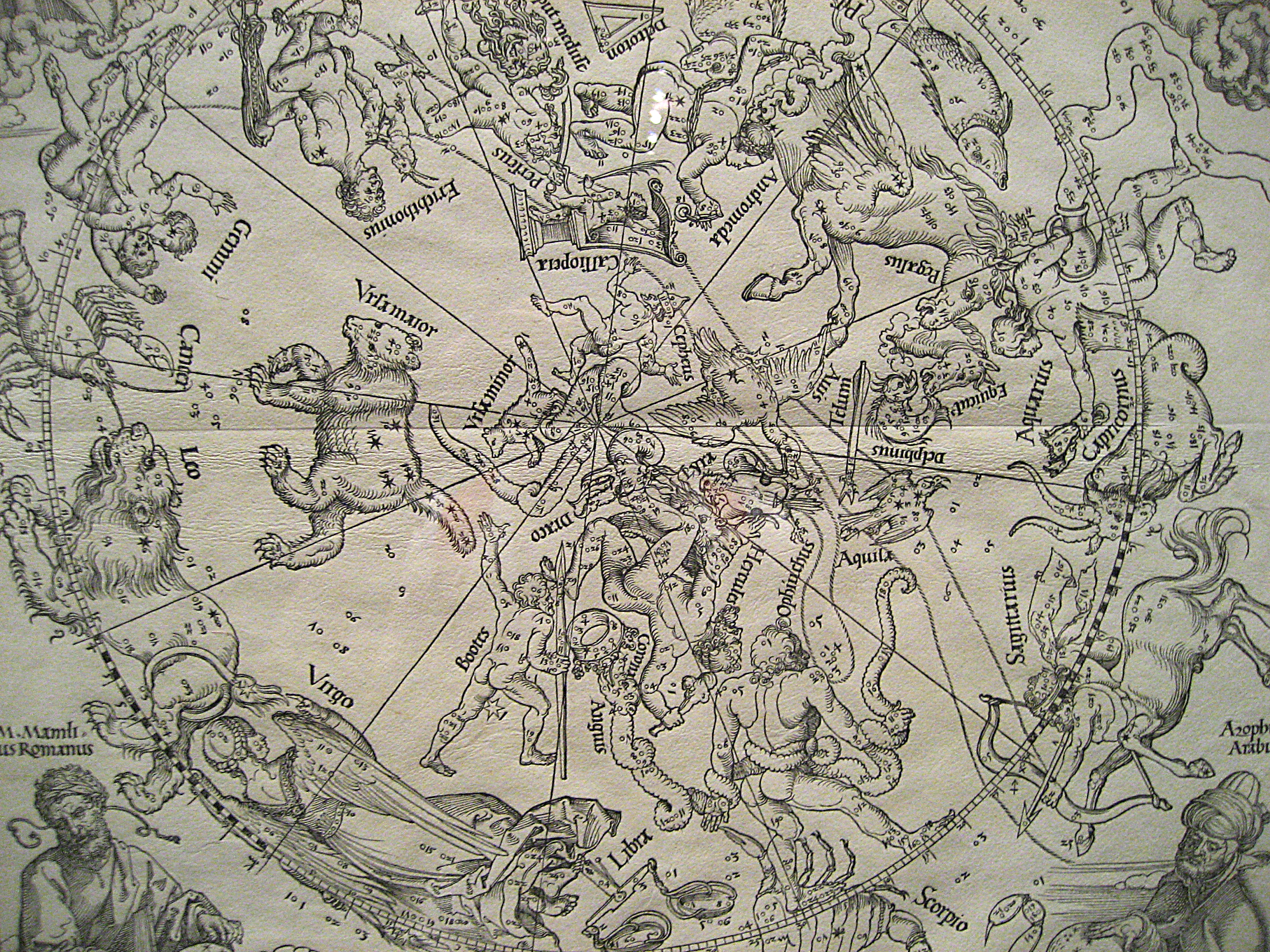
Albrecht Dürer, Carte du ciel de l'hémisphère nord (1515), détail.

Le département des dessins et gravures se concentre sur les œuvres nord-américaines et de l'Europe de l'Ouest produites depuis le XVe siècle (d'autres département possèdent des œuvres appartenant à d'autres périodes et régions géographiques). Actuellement, on y compte plus de 11 000 dessins, 1,5 million de gravures et 12 000 livres illustrés. La collection s'est considérablement enrichie depuis le premier legs de 670 dessins fait par Cornelius Vanderbilt (1794–1877) en 1880. Les grands maîtres de la peinture européenne, qui produisirent plus de croquis et de dessins que de véritables peintures, y sont fort bien représentés. Le département offre des œuvres majeures de Michel-Ange, Léonard de Vinci et Rembrandt, ainsi que des gravures et eaux-fortes de Van Dyck, Dürer et Degas parmi d'autres.
Le département des gravures fut établi en 1916 et, sous la direction de son premier conservateur, William M. Ivins Jr., se développa rapidement pour devenir une référence encyclopédique internationale dans le domaine des images imprimées. Ivins attira de nombreuses donations et legs au musée : des gravures de Giambattista Pittoni (Susanna and the Elders), Dürer de Junius Spencer Morgan, des xylographies et des croquis tardifs de Rembrandt de Felix M. Warburg et sa famille, ainsi que des gravures de Rembrandt, van Dyck, Degas et Cassatt de la collection H. O. Havemeyer. La collection continua de s'agrandir sous la direction des conservateurs suivants : A. Hyatt Mayor, John McKendry, et Colta Ives. Il s'étend maintenant également à l'époque contemporaine, avec des œuvres de Jasper Johns, Robert Rauschenberg et d'autres.

#### Quelques œuvres
- Melencolia I (Dürer)
- La Pitié (William Blake)

### Antiquités égyptiennes

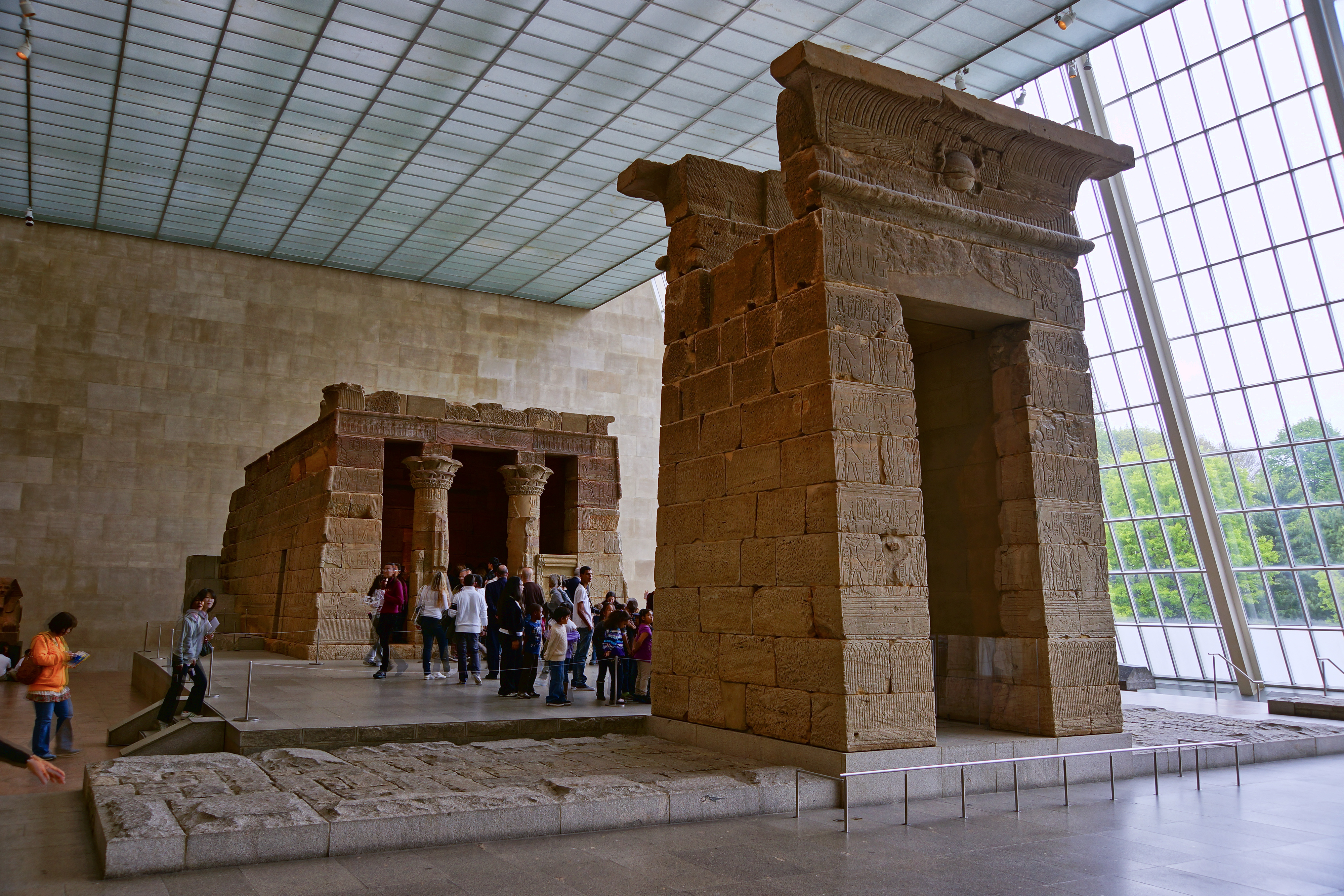
Temple de Dendour, construit sur ordre d'Auguste.

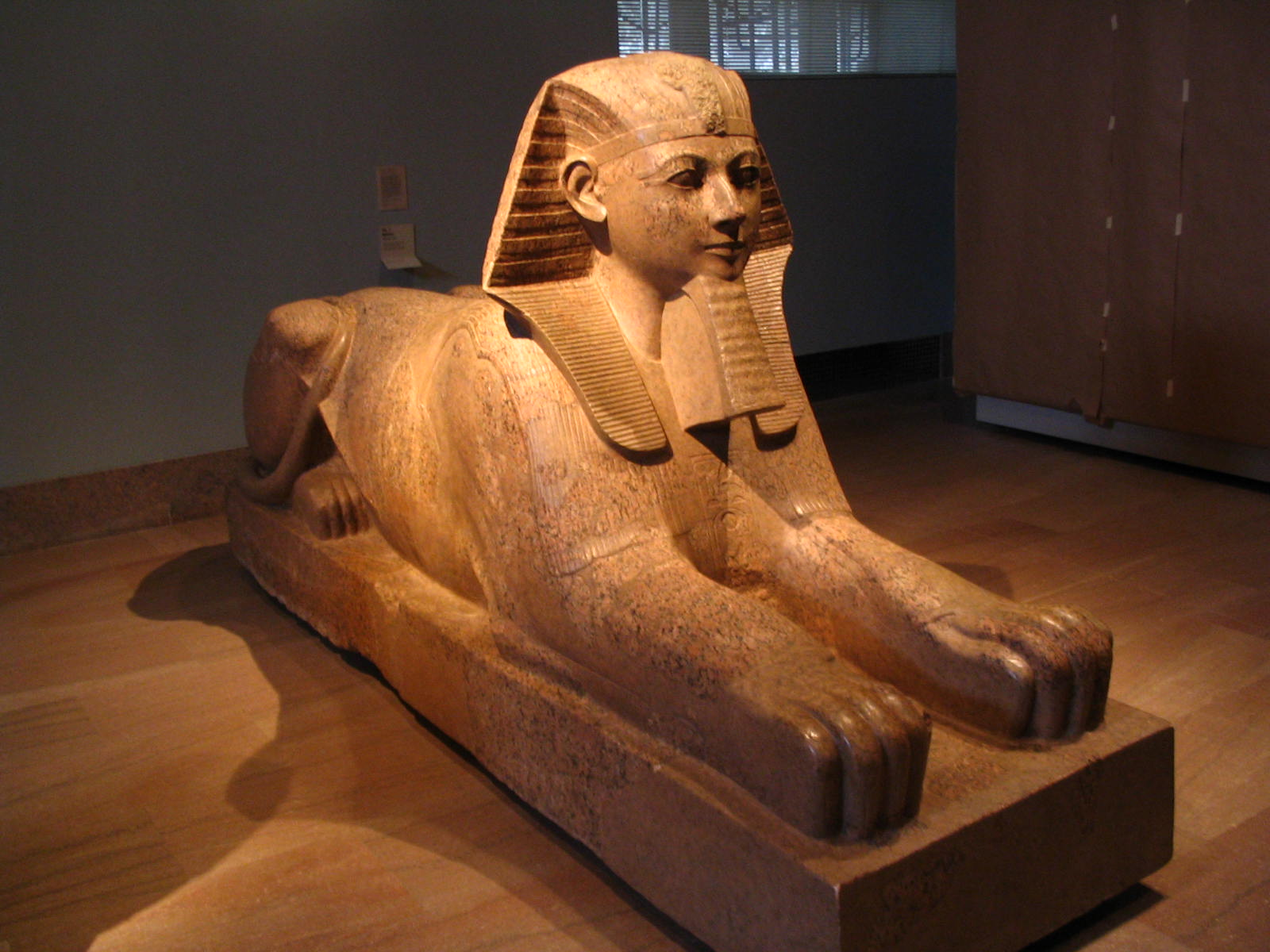
Sphinx d'Hatchepsout.

Bien que la dotation originelle du département des antiquités égyptiennes provienne de collections privées, les objets découverts lors des fouilles entreprises par les chercheurs du musée, entre 1906 et 1941, constituent plus de la moitié de la collection actuelle. Plus de 36 000 pièces d'art égyptien allant du Paléolithique à l'époque romaine composent la collection égyptienne du Met. La plupart d'entre elles sont visibles dans l'immense aile du musée qui abrite quarante galeries égyptiennes.
Les expéditions égyptiennes comportent quatorze périodes de fouilles à Licht. Le site comprend la pyramide d'Amenemhat Ier, qui inaugure une dynastie qui restera l'une des plus prestigieuses de l'histoire égyptienne, et celle de son fils, la pyramide de Sésostris Ier. Les premières fouilles furent dirigées par le fameux égyptologue américain Albert Morton Lythgoe, premier conservateur du département d'antiquités égyptiennes, assisté d'Ambrose Lansing et Arthur C. Mace. On retrouvait également à Licht un jeune égyptologue, Herbert Eustis Winlock, qui commençait tout juste sa carrière. C'est alors qu'il travaillait avec Mace dans la tombe de Senebtisi que Winlock développa la méthodologie de fouilles archéologiques qui fera sa renommée d'égyptologue.
Parmi les pièces de grande valeur de la collection égyptienne, on compte une série de vingt-quatre miniatures en bois, découvertes dans la tombe de Méketrê, chancelier de Montouhotep II (XIe dynastie), à Deir el-Bahari en 1920. Elles dépeignent avec des détails stupéfiants la vie égyptienne au début de la période du Moyen Empire : bateaux, jardins et scènes de la vie de tous les jours.
Cependant, la pièce majeure et la plus populaire du département est sans nul doute le temple de Dendour. Ce temple fut démantelé par le gouvernement égyptien pour le sauver de la montée des eaux, lors de la construction du barrage d'Assouan, puis offert aux États-Unis en 1965. Il est réassemblé au Met, dans l'aile Sackler en 1978. Il se trouve dans cette salle immense entourée d'un bassin et éclairée par une gigantesque baie vitrée donnant sur Central Park.
En novembre 2010, le musée a accepté de rendre dix-neuf pièces subtilisées par Howard Carter dans le tombeau de Toutânkhamon en 1923, peu après qu'il l'eut découvert. Ce retour au pays (qui faisait suite à la restitution par le Musée du Louvre de peintures murales volées dans la tombe du prince Tetiky à Dra Abou el-Naga) fut historique.

#### Quelques œuvres
- Temple de Dendour
- Sphinx d'Hatchepsout
- William l'hippopotame en faïence
- Chaise de Reniseneb
- Pectoral de la princesse Sithathoriounet
- Portrait du jeune Eutyches (portrait du Fayoum)
- Vases lotiformes
- Tombe de Perneb

### Peinture européenne

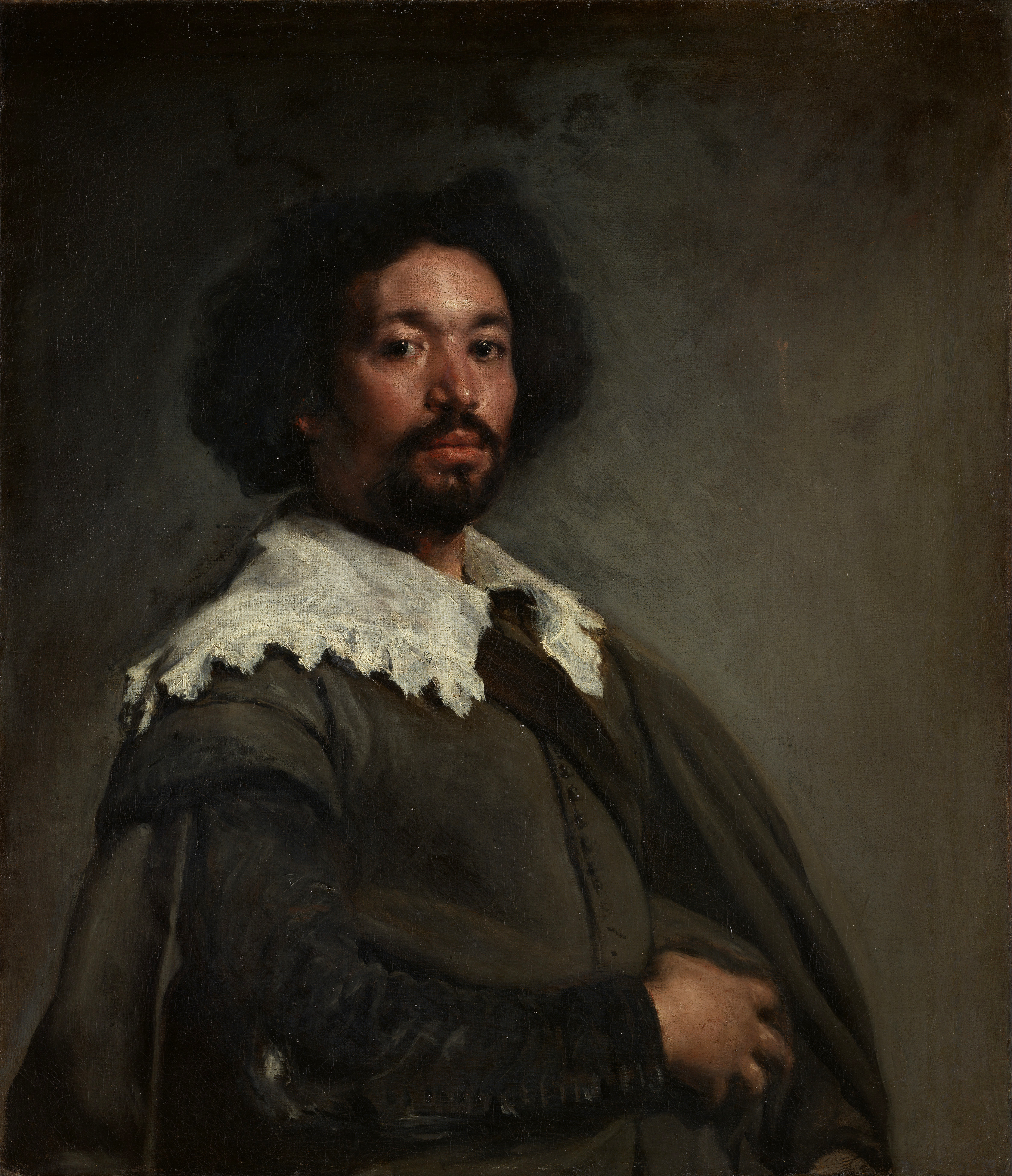
Diego Vélasquez, Portrait de Juan de Pareja (vers 1650), huile sur toile.

Le Metropolitan possède l'une des plus belles collections de peinture européenne au monde. Bien que la collection ne compte que 2 500 pièces, elle comprend des œuvres immédiatement reconnaissables. C'est dans ce département que s'est toujours fait le gros des acquisitions du musée, se concentrant principalement sur les grands maîtres de la peinture européenne du XIXe siècle en particulier français, italiens et hollandais. Nombre de grands artistes y sont présentés de manière exhaustive et le Met possède par exemple 37 toiles de Monet, 21 huiles de Paul Cézanne, 20 œuvres de Rembrandt ou encore cinq peintures de Johannes Vermeer(sur les 35 existantes), et treize d'Antoine van Dyck. Les collections du Greco et de Goya sont les plus belles en dehors de l’Espagne.
Les autres éléments essentiels de la collection comprennent La Moisson de Brueghel l'Ancien, L'Ouverture du cinquième sceau du Greco, La Diseuse de bonne aventure de Georges de La Tour, La Mort de Socrate de Jacques-Louis David et l'Autoportrait avec le chapeau de paille de Vincent van Gogh.
En 1870, lors de la fondation du Met, une campagne de récolte de fonds fut lancée dans le but d'acquérir des œuvres. L'année suivante, les administrateurs votèrent un crédit de 116 180,27 $ pour l'acquisition de 174 peintures, pour la plupart hollandaises et flamandes du XVIIe siècle. Un département de peinture fut créé en 1886 pour prendre en charge ces peintures et d'autres, les gravures et les dessins du musée, sans se préoccuper de leur époque ni de leur origine. Au fur et à mesure de la croissance de la collection, d'autres départements se formèrent qui prirent en charge différents éléments de la collection. En 1950, la collection ne comptant plus que des œuvres européennes, le département fut renommé en conséquence. Ses conservateurs continuèrent également d'acquérir des dessins comme Suzanne et les Vieillards de Giambattist Pittoni, jusqu'à ce qu'un département y soit consacré en 1960.
Ces dernières décennies, le Met a mis sur pied une politique de désinvestissement de ses œuvres « mineures » afin de pouvoir acquérir des « pièces majeures ». Bien que cette politique soit sujette à controverse, elle a permis l'acquisition de chefs-d'œuvre, à commencer par le Juan de Pareja de Vélasquez en 1971 ou encore, plus récemment, La Vierge à l'Enfant de Duccio qui coûta 45 millions de dollars au musée. La peinture ne faisant que 24 × 16 centimètres est cependant nommée la « Mona Lisa » du Met.

### Sculptures et arts décoratifs européens

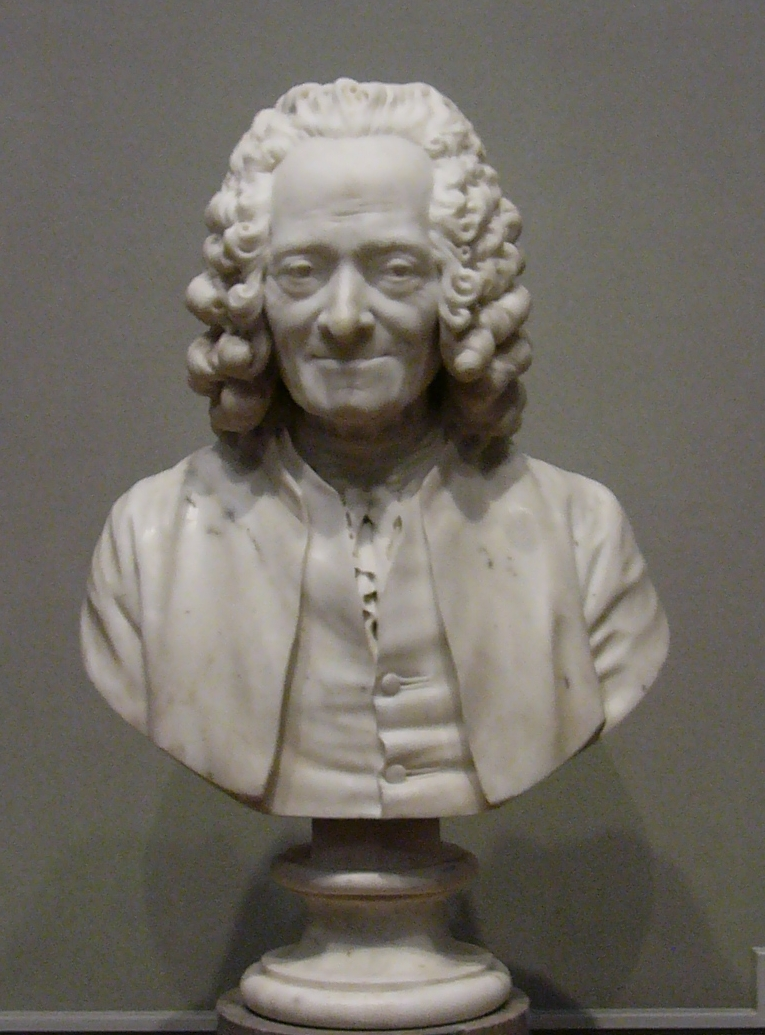
Jean-Antoine Houdon, Buste de Voltaire (1778), marbre.

Bien que la peinture européenne possède son propre département, les autres arts décoratifs de ce continent sont également bien représentés au Met. Il s'agit de l'un des plus grands départements du musée avec plus de 50 000 pièces du XVe au XXe siècle. Si la collection se concentre principalement sur la sculpture de la Renaissance, elle comprend également des meubles, des bijoux, des verreries, des céramiques, des tapisseries, des textiles, de l'horlogerie et des instruments mathématiques.
Les visiteurs peuvent également admirer des pièces meublées de différentes époques, reconstituées dans les galeries du Met. La collection comprend par exemple le patio du XVIe siècle du château espagnol de Vélez-Blanco ; une pièce d'un château suisse du XVIIe siècle, ou encore la devanture d'une boutique parisienne du XVIIIe siècle. Les sculptures majeures du département comprennent une Bacchanale de Bernini, le Pâris de Canova, l'Héraklès archer de Bourdelle, un plâtre des Bourgeois de Calais de Rodin, et quelques pièces uniques de Houdon, parmi lesquelles le Buste de Voltaire et le fameux portrait de sa fille Sabine.
Le département, créé en 1907 sous la présidence de John Pierpont Morgan, était alors un dépôt d'œuvres sans distinction d'époque ou d'origine. Trente-cinq années d'acquisitions en avait déjà fait une collection importante. Alors que le rythme des acquisitions augmentait au cours des décennies, il y eut plusieurs partitions et consolidations autour de ces objets au sein du département. La définition des buts du département fut établie en 1935 et c'est en 1978 qu'il reçut son appellation actuelle.

#### Quelques œuvres
- Studiolo de Gubbio
- Patio du château de Vélez Blanco avec la tapisserie Le Triomphe de la Renommée
- Adam (sculpture de Lombardo)
- Bacchanale (sculpture du Bernin)
- Buste de Voltaire (sculpture de Houdon)
- Persée tenant la tête de Méduse et Pâris (sculptures de Canova)
- Héraklès archer (sculpture de Bourdelle)
- Adam (sculpture de Rodin)
- Commode Boulle
- Œuf du Caucase, Œuf Napoléonien et Œuf des palais danois (Œufs de Fabergé)

### Antiquités grecques, étrusques et romaines

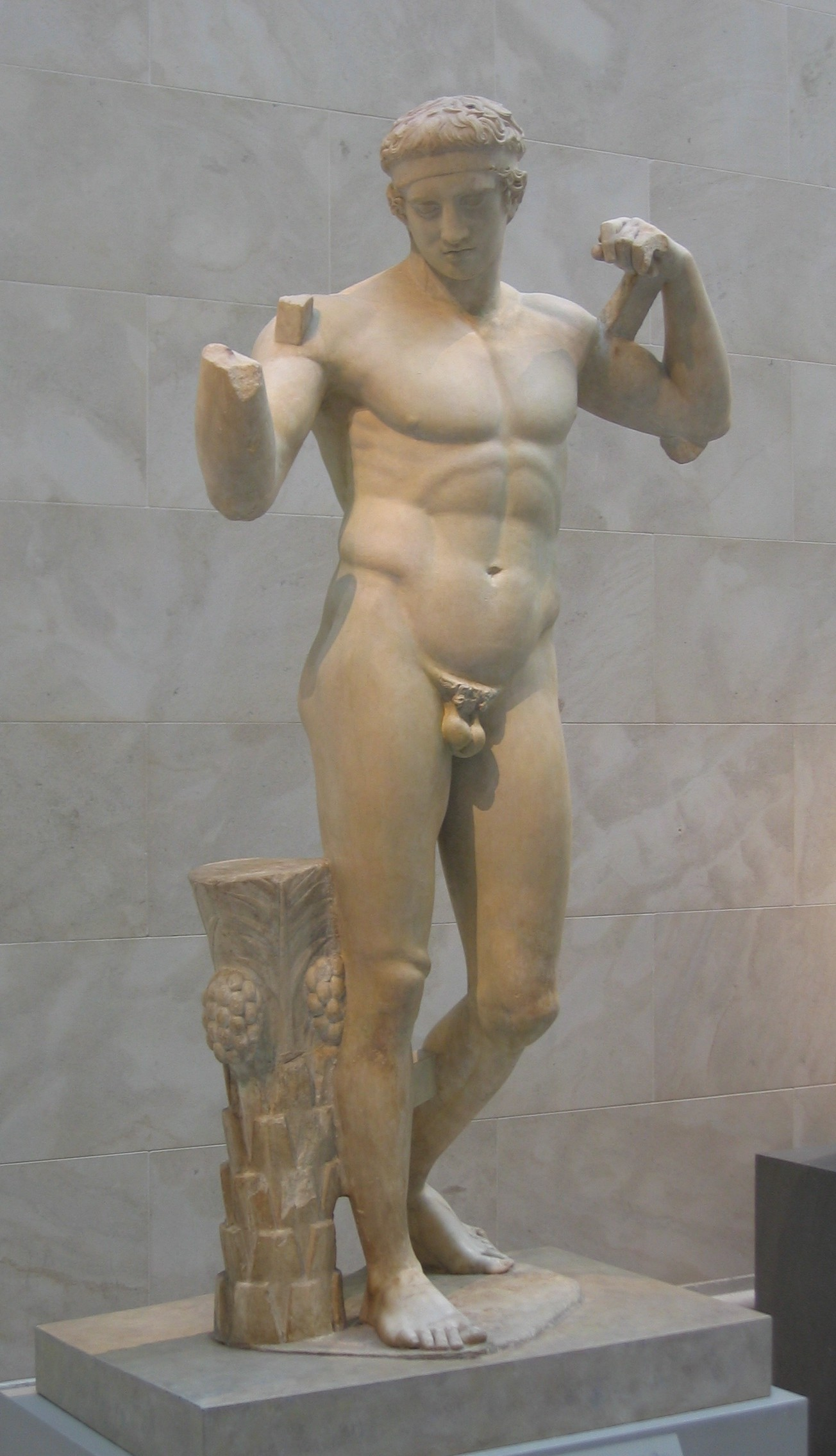
Polyclète, Statue du Diadumène (vers 430 av. J.-C.).

La collection est composée de plus de 35 000 œuvres remontant au Néolithique jusqu'à la conversion au christianisme de l'empereur romain Constantin en 312. La collection gréco-romaine remonte à la fondation du musée. Sa première acquisition fut un sarcophage romain provenant de Tarse, don de 1870, qui est toujours exposé.
Bien que la collection se concentre naturellement sur la Grèce antique et l'Empire romain, ces régions historiques représentent un large éventail de cultures et de styles artistiques. Les objets présentés vont de la petite pierre semi-précieuse gravée à la statue et reflète l'ensemble des matériaux sur lesquels travaillaient les artistes d'alors : marbre, calcaire, terre cuite, bronze, or, argent et verre, mais aussi l'ivoire, les os, le fer, le plomb, l'ambre et bien sûr le bois.
On compte des œuvres antérieures à la fondation des empires grec et romain, par exemple des sculptures des Cyclades ou le seul et unique char étrusque datant du second quart du VIe siècle avant notre ère et découvert dans une tombe à Monteleone. Le visiteur peut aussi admirer de grandes peintures murales classiques ou des bas-reliefs de différentes périodes, ainsi qu'une chambre reconstituée d'une noble villa de Boscoreale, mise à jour après son ensevelissement lors de l'éruption du Vésuve en 79.
Parmi les premiers directeurs du musée, on compta plusieurs archéologues classiques, comme Luigi Palma di Cesnola et Edward Robinson. Après 1905, le musée se lança dans une politique accrue d'acquisition dans ce domaine, grâce au Fonds Rogers, créé en 1901 par un legs de Jacob S. Rogers, un industriel des chemins de fer. De plus, le droit du partage étant toujours en vigueur, il permettait au musée de partager, avec les musées locaux, les découvertes faites sur les fouilles qu'il organisait autour de la mer Méditerranée, comme à Sardes. Malgré ces nombreuses acquisitions dans ce domaine et l'importante collection qui était déjà en sa possession, le musée ne créa le département qu'en 1909 et il ne fut baptisé de son nom actuel qu'en 1925.
En 2007, le département s'est agrandi de quelque 6 000 m2 afin de permettre l'exposition permanente de la presque totalité de la collection.

#### Quelques œuvres

##### Art grec
- Kouros de New York (art archaïque)
- Collection Cesnola : Sarcophage d'Amathus et Stèle funéraire aux sphinx (art chypriote)

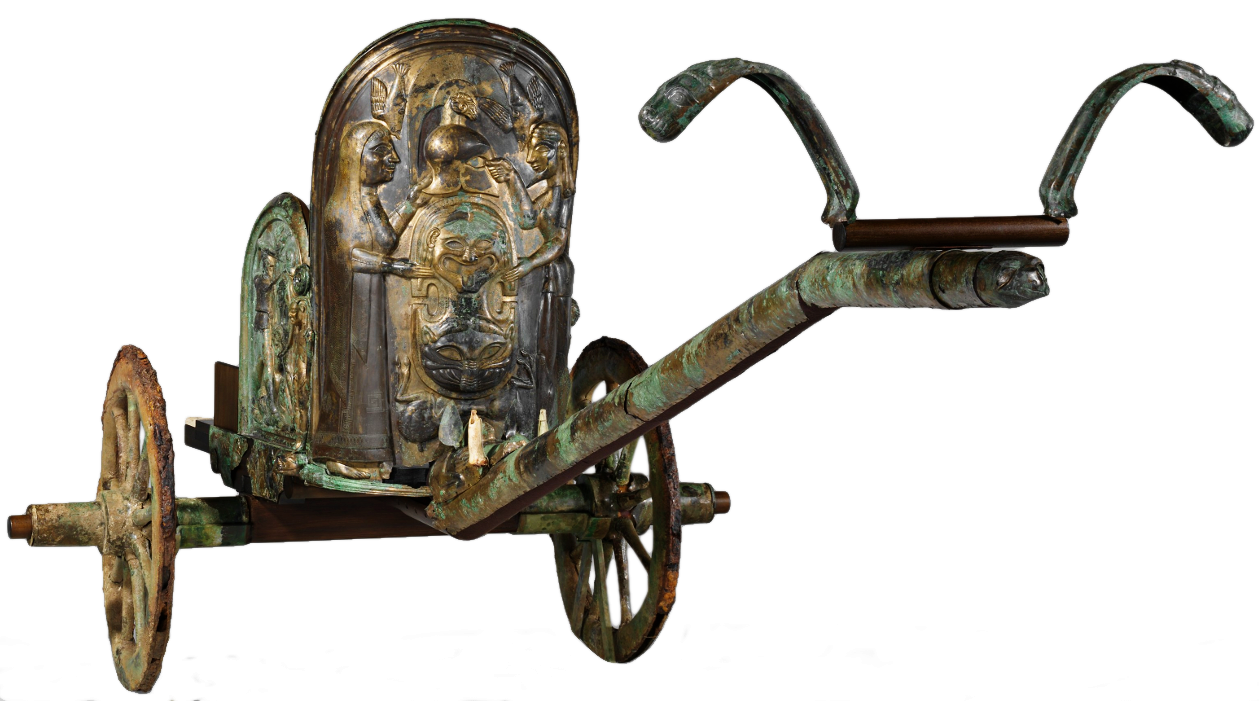
Char étrusque de Monteleone

- Dionysos Hope (art classique)

##### Art étrusque
- Char de Monteleone
- Ensemble de bijoux de Vulci
- Vieille femme au marché

##### Art romain
- Fresques de la villa de Boscoreale
- Sarcophage de Dionysos et des saisons

### Art de l'Islam
Le Metropolitan Museum possède l'une des plus grandes collections au monde d'œuvres d'art du monde islamique. La collection d'art islamique n'est pas strictement confinée à l'art religieux, bien que de nombreux objets exposés furent créés à l'origine pour le culte ou comme éléments décoratifs de mosquées. On y trouve des objets séculiers, comprenant céramiques et textiles du monde arabo-musulman, allant de l'Espagne à l'Asie centrale, en passant par l'Afrique du Nord.

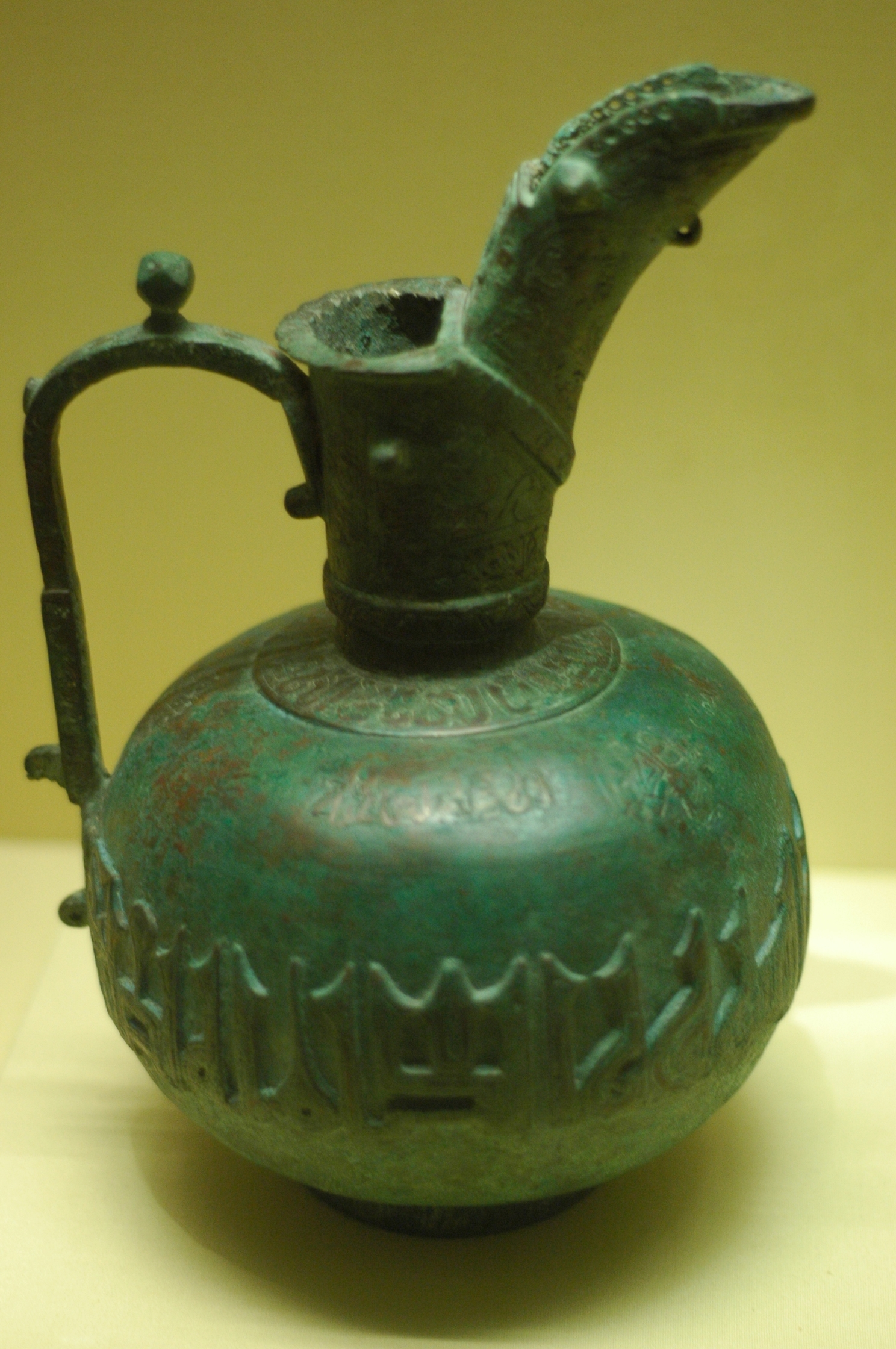
Aiguière à long bec signée « al-Quasîr ». Iran, XIIe siècle.

Les miniatures d'Iran et de l'Empire moghol constituent les éléments essentiels de la collection. La calligraphie, aussi bien religieuse que profane, y est bien représentée, depuis les décrets officiels de Soliman le Magnifique jusqu'à de nombreux corans reflétant différentes périodes et styles de calligraphie. On peut aussi admirer des intérieurs reconstitués, comme la Chambre Nur Al-Din provenant d'une maison de Damas du XVIIIe siècle.
Bien que quelques cachets et bijoux de pays musulmans aient été acquis dès 1874, ainsi que quelques textiles turcs en 1879, le Met ne reçut son premier lot important d'objets islamiques qu'en 1891, grâce à un legs d'Edward C. Moore. Depuis lors, la collection s'est agrandie par des dons, des legs, des achats et par les fouilles organisées par le musée à Nishapur en Iran, entre 1935 et 1939, puis en 1947. Jusqu'en 1932, lorsque le département d'art du Proche-Orient fut constitué, tous ces objets étaient exposés par le département des arts décoratifs. Vers 1963, la quantité d'objets s'était accrue au point qu'il fut nécessaire de créer une division entre les pièces proche-orientales et islamiques de la collection. En 1975, les galeries d'art de l'Islam furent déplacées et totalement rénovées. Puis, à la suite d'une seconde rénovation, précédée d'une période de fermeture de plusieurs années, les 15 galeries de la collection ont été rouvertes le 1er novembre 2011.
Depuis la réorganisation des galeries islamiques en 2001, ce sont près de 12 000 pièces qui sont présentées sur environ 4 000 m2. La collection est visible sur le site internet du musée.

#### Quelques œuvres
- Salle Damas (Damascus Room ou Chambre Nur Al-Din)
- Mihrab en mosaïque (en provenance d'Ispahan)

### Collection Robert Lehman

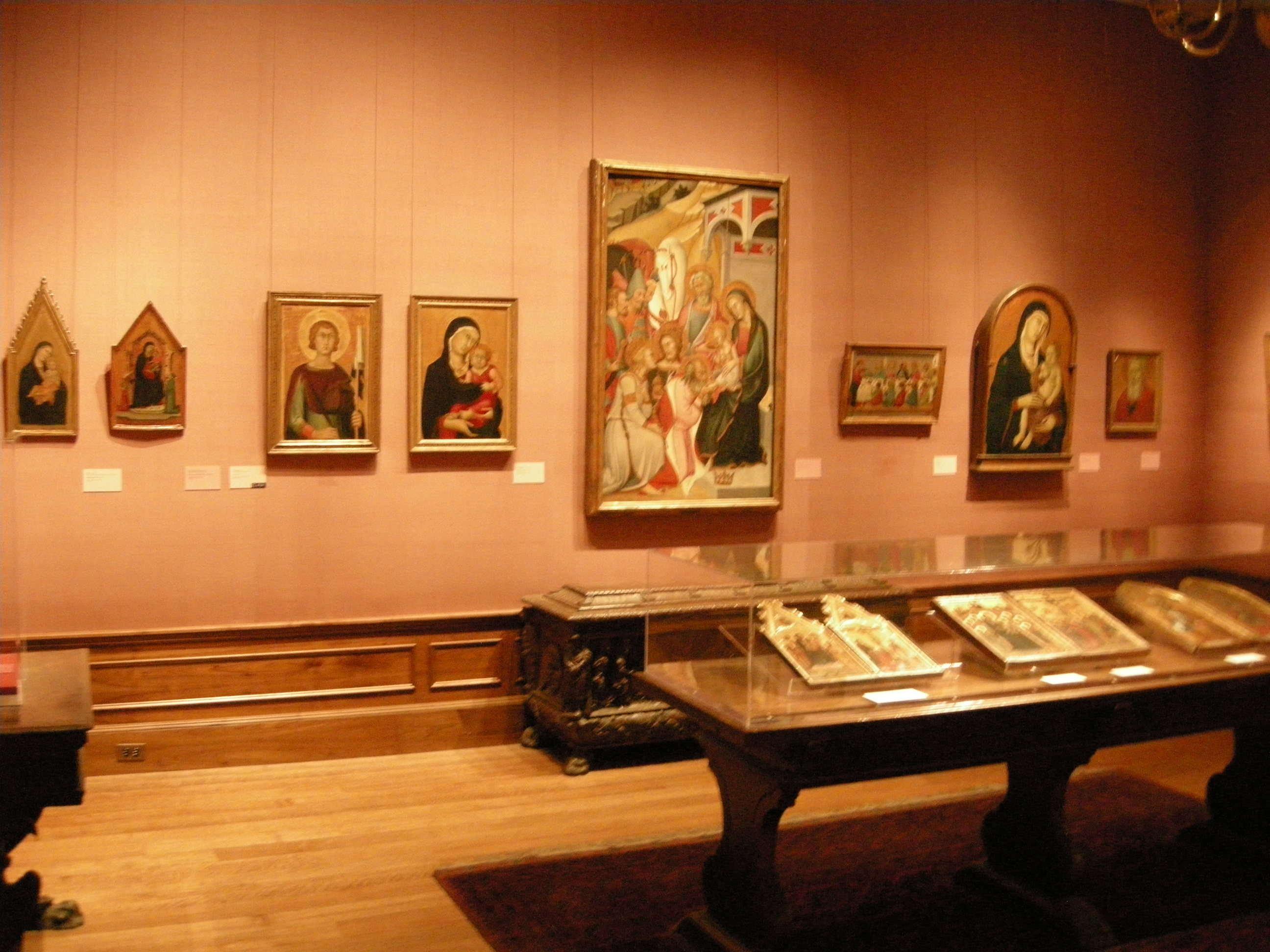
Collection Robert Lehman

Après le décès du banquier Robert Lehman en 1969, sa fondation fit don de 3 000 œuvres au musée, abritées aujourd'hui dans l'aile Robert Lehman. Le Met affirme que la collection est « l'une des plus extraordinaires collections privées jamais assemblée aux États-Unis ».
Pour mettre en valeur la nature personnelle de la collection Lehman, le Met l'expose dans des galeries évoquant l'intérieur richement décoré de l'hôtel particulier de Lehman. La création d'un « musée dans le musée » a reçu critiques et approbations à l'époque, même si l'acquisition de la collection par le Metropolitan a été unanimement saluée.
Contrairement aux autres départements, la collection Lehman ne se concentre pas sur un style ou une période déterminés. Elle reflète plutôt les goûts et intérêts personnels de son défunt propriétaire. Le collectionneur s'était largement concentré sur la peinture de la Renaissance italienne et en particulier l'école siennoise. Parmi les peintures, on compte des chefs-d'œuvre de Botticelli et Domenico Veneziano, ainsi que de nombreuses toiles de peintres espagnols comme Le Greco ou Goya. La collection de dessins des grands maîtres, comprenant des œuvres de Rembrandt ou de Dürer, est particulièrement importante par sa quantité et sa qualité. Le musée a documenté cette immense collection par un ouvrage en plusieurs volumes, publié sous le titre de Robert H. Lehman Collection: catalogues of the drawings (OCLC 80785870).

### Art médiéval

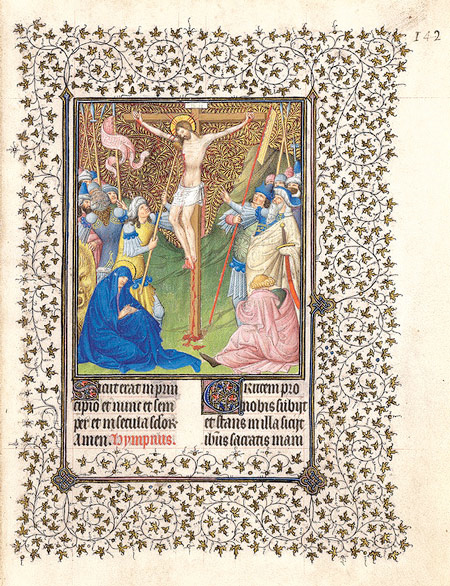
Les Frères de Limbourg, Les Belles Heures de Jean de France, duc de Berry (1412-1416).

La collection d'art médiéval consiste en une très large gamme d'objets d'art occidentaux allant du IVe au XVIe siècle, ainsi que d'art byzantin et d'antiquités pré-médiévales européennes ne faisant pas partie des collections gréco-romaines. Comme la collection islamique, la collection médiévale est composée d'objets laïques et religieux. Au total, le département compte plus de 11 000 œuvres.
À cause de son ampleur, elle est la seule collection du musée à être exposée dans deux endroits : le bâtiment principal sur la Cinquième Avenue et The Cloisters. Les deux emplacements sont gérés par le même département.

#### Bâtiment principal
Située au premier étage, la galerie médiévale contient environ 6 000 objets. Bien que de nombreuses pièces européennes y soient exposées, la plus grande partie d'entre elles se trouvent au musée des Cloîtres (The Cloisters), au nord de Manhattan. Cela permet au Met d'exposer, côte à côte, des pièces d'art européennes et byzantines. La galerie principale abrite de nombreuses tapisseries et statues religieuses et funéraires, alors que les galeries secondaires présentent des œuvres plus petites en métaux précieux et en ivoire, y compris des reliquaires et des objets séculiers. La galerie principale avec son haut plafond voûté a aussi un autre usage : il est le site du traditionnel arbre de Noël du Met.

#### Quelques œuvres
- Calice d'Antioche (VIe siècle, art byzantin)
- Trésor d'Attarouthi (VIe siècle, art byzantin)

#### The Cloisters

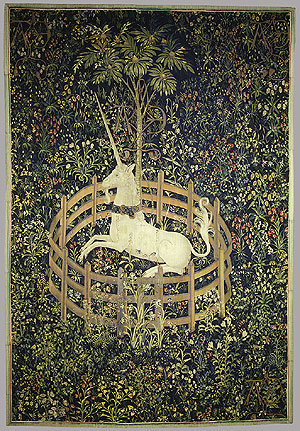
La Licorne captive (vers 1495-1505).

The Cloisters était un projet de John D. Rockefeller, qui fut l'un des principaux donateurs du Met. Situé dans Fort Tryon Park et terminé en 1938, le bâtiment est uniquement consacré à l'art médiéval. La collection faisait partie à l'origine d'un autre musée et avait été rassemblée par George Grey Barnard, puis acquise en totalité par Rockefeller en 1925 pour en faire cadeau au Met. Rockefeller acheta une propriété de 28 ha au nord du musée de Barnard, convertissant la propriété en parc public et y construisant un nouveau musée. Puis il fit don de nombre de pièces de sa propre collection au musée pour compléter la dotation.
The Cloisters sont ainsi nommés en référence à cinq cloîtres médiévaux français en ruine dont les structures sauvées ont été incorporées au nouveau bâtiment, qui est une œuvre d'art en lui-même. Le résultat évoque les bâtiments qui le constituent sans imiter l'un d'eux en particulier. Les vitraux, les colonnes sculptées et même les tapisseries proviennent des édifices originaux. Le parc entourant les cloîtres comprend plusieurs jardins plantés selon les ouvrages d'horticulture de l'époque médiévale.
Alors que les œuvres médiévales présentées dans le bâtiment principal du Met sont de provenances diverses, les 5 000 exposées ici sont strictement limitées à l'Europe médiévale. On y trouve des œuvres d'une grande importance historique et d'une extraordinaire beauté comme Les Belles Heures du duc de Berry, illustrées par les frères de Limbourg au XVe siècle, la croix d'autel roman du XIIe siècle, en ivoire de morse, connue sous le nom de Cloisters Cross provenant d'Angleterre, la Croix de San Salvador de Fuentes, croix de procession du milieu du XIe siècle en bois revêtue d'argent et de joyaux provenant des Asturies, ou encore la série de sept tapisseries nommées La Chasse à la licorne et représentant les sept étapes de chasse de la légendaire licorne, de la fin du XVe, début du XVIe siècle provenant du sud des Pays-Bas.

#### Quelques œuvres
- Tapisseries La Chasse à la licorne
- Psautier de Bonne de Luxembourg
- Les Belles Heures du duc de Berry
- Livre d'Heures de Jeanne d'Evreux

### Art moderne

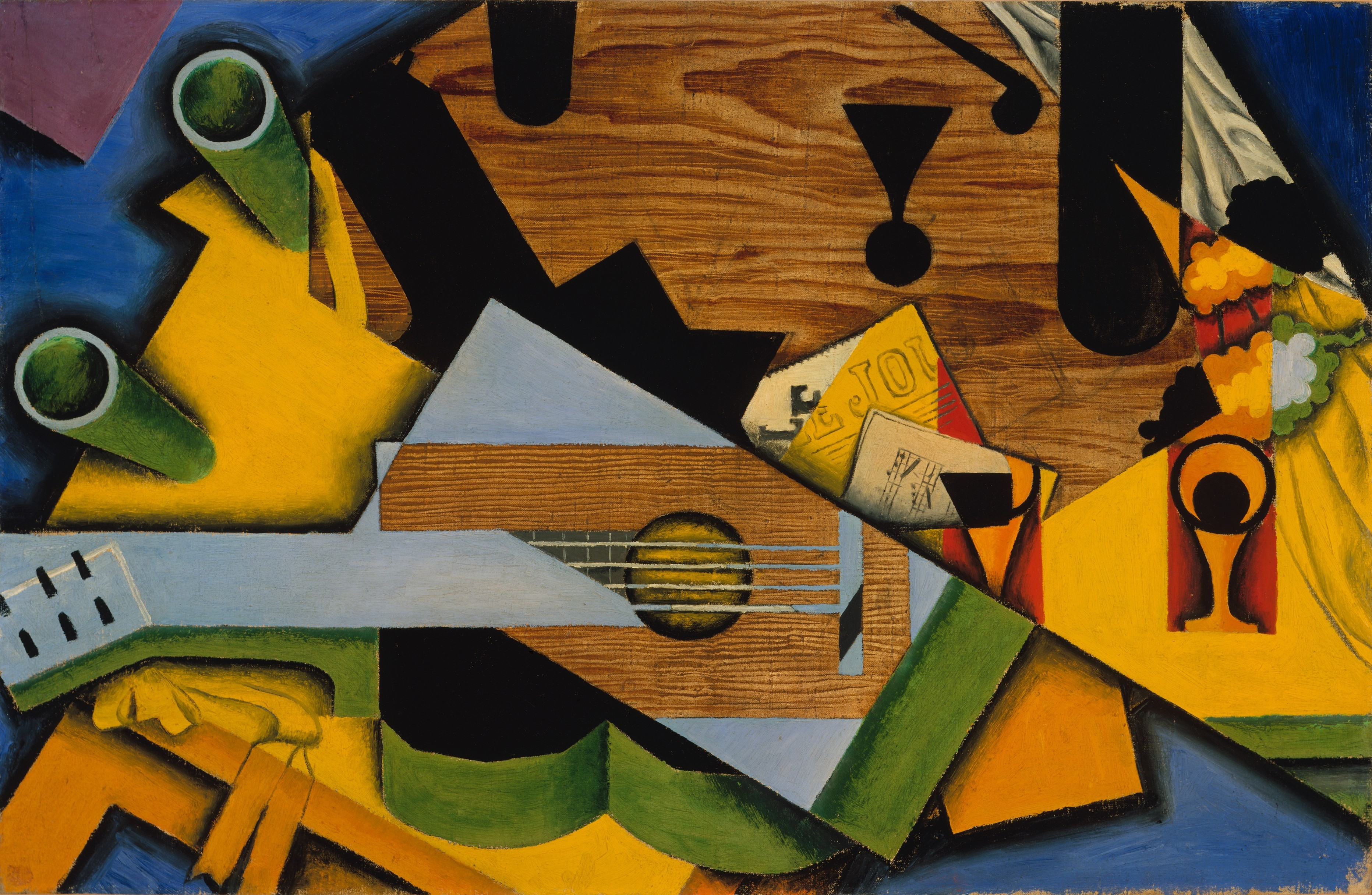
Nature morte à la guitare, Juan Gris (1913)

Bien que le Museum of Modern Art soit considéré comme le temple new-yorkais de l'art moderne, le Met dispose d'un substantiel département en ce domaine. Avec près de 13 000 œuvres, principalement d'artistes européens et américains, la collection occupe près de 6 000 m2 et présente de nombreuses icônes de l'art moderne. Les pierres angulaires de la collection comprennent le portrait de Gertrude Stein par Picasso (1906), le Drapeau blanc de Jasper Johns (1955), Rythme d'automne (numéro 30) de Jackson Pollock de 1950, et le Triptyque Beginning de Max Beckmann (1949). Certains artistes sont représentés de manière extensive, pour un musée ne se consacrant pas uniquement à l'art moderne. On citera par exemple les quarante peintures de Paul Klee, retraçant l'ensemble de sa carrière. À cause de la longue histoire du Met, les peintures contemporaines acquises au cours de ces dernières années ont souvent migré dans d'autres collections du musée, en particulier dans les départements de peinture américaine et européenne.
En avril 2013, il a été annoncé que le musée recevrait un don de peinture cubiste historique : la collection Leonard Lauder, avec soixante-dix-huit œuvres dont trente-trois Picasso, dix-sept Braque, quatorze Gris et quatorze Léger, le tout évalué à un milliard de dollars. Cet ensemble a été exposé en 2014.

#### Quelques artistes et œuvres
- Bacon : deux peintures (Tête I ; 3 études pour un autoportrait)
- Balthus : huit peintures (Thérèse ; Nu devant une cheminée ; Thérèse rêvant ; La Montagne)
- Braque : quinze peintures (La Table de billard ; Violon : « Mozart Kubelick » ; Nature morte aux banderilles)
- Dali : cinq peintures (Les Accommodements du désir ; Corpus hypercubus)
- De Chirico : trois peintures (Ariane ; Autoportrait ; L'Ange juif)
- Delvaux : trois peintures (Les Grandes Sirènes ; Petite gare la nuit)
- Dix : une peinture (L'homme d'affaires Max Roesberg)
- Ernst : deux peintures (Les Barbares ; Gala Eluard)
- Freud : deux peintures (Homme nu de dos ; Tête d'homme)
- Gris : six peintures (Poires et raisins sur une table ; Arlequin à la guitare ; Violon et cartes à jouer sur une table ; Nature morte à la guitare ; Juan Legua)
- Hockney : deux peintures (Large Interior, Los Angeles; Mont Fuji et fleurs)
- Hopper : cinq peintures (The Lighthouse at Two Lights ; Station de la Garde côtière, Two Lights, Maine ; Tables for Ladies ; Bureau dans une petite ville ; Saltillo Mansion)
- Kandinsky : une peinture (Improvisation 27)
- Klee : vingt peintures (Nature morte ; Jardins du Temples; Rythmes rouge-vert et jaune-violet)
- Klimt : deux peintures (Mäda Primavesi ; Frederika Maria Beer)
- Léger : onze peintures (Le Cycliste ; Femme au chat ; Éléments mécaniques ; Le Village)
- Lichtenstein : deux peintures (Stepping Out)
- Magritte : deux peintures (The Eternally Obvious ; La Nuit de Pise)
- Matisse : vingt-trois peintures (Le Jeune Marin II ; Oliviers à Collioure ; Capucines à La Danse I ; Espagnole : Harmonie en bleu ; La Séance de trois heures ; Odalisque assise ; Odalisque, harmonie rouge)
- Miro : dix peintures (Constellations ; Intérieur hollandais III ; Femmes, oiseaux, et étoile ; Pomme de terre ; Peinture-poème « Photo : ceci est la couleur de mes rêves »)
- Modigliani : huit peintures (Jeanne Hébuterne ; Juan Gris ; Nu couché ; Fille en blouse ; Lola de Valence ; L'Italienne ; La Bouquetière ; Le Chandail rayé)
- Mondrian : une peinture (Composition)
- Munch : une peinture (Modèle de la chaise en osier)
- O'Keeffe : 222 œuvres (A Storm, Black Iris III, Cow’s Skulls, Red White and Blue...)
- Picasso : trente-six peintures (L'Acteur ; Au Lapin Agile ; Gertrude Stein ; Arlequin assis ; La Coiffure ; Le Rêveur ; Tête de femme)
- Resnick : une peinture (Wedding)
- Tanguy : six peintures (Le Mirage du temps ; Les otages ; Ma vie, noir et blanc)
- Andy Warhol : Mao ; Marylin ; Nine Jackies ; Camouflage Self-Portrait.

### Instruments de musique

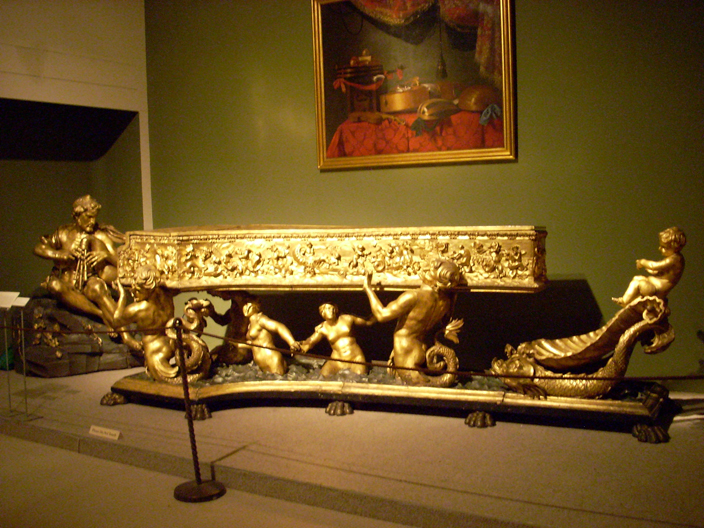
Clavecin de Michele Todini.

Avec près de 5 000 instruments de musique provenant du monde entier, la collection du Met figure parmi les plus grands musées instrumentaux. Elle est pratiquement unique parmi les grands musées généralistes. La collection débute en 1889 par la donation de plusieurs centaines d'instruments par Lucy W. Drexel, mais ce sont surtout les donations de Mary Elizabeth Adams, femme de John Crosby Brown, qui donnèrent une impulsion significative au département : à sa mort en 1918, la collection comptait 3 600 instruments dont elle avait fait don. Les instruments ont été (et continuent d'être) incorporés à la collection, non seulement sur la base de critères esthétiques, mais aussi de par leurs aspects techniques et sociaux dans les cultures dont ils sont originaires. La collection est encyclopédique de par son étendue : chaque continent y est en effet représenté, à presque chaque époque de son histoire musicale. Les joyaux du département comprennent plusieurs violons de Stradivarius, une collection d'instruments asiatiques faits dans des métaux précieux et le plus vieux piano-forte au monde encore visible (un modèle de 1720 de Bartolomeo Cristofori). Nombre d'instruments de la collection peuvent toujours être joués et le département l'encourage en organisant des concerts et des démonstrations par des musiciens invités.

#### Quelques œuvres
- Macchina di Polifemo e Galatea (clavecin)

### Photographies

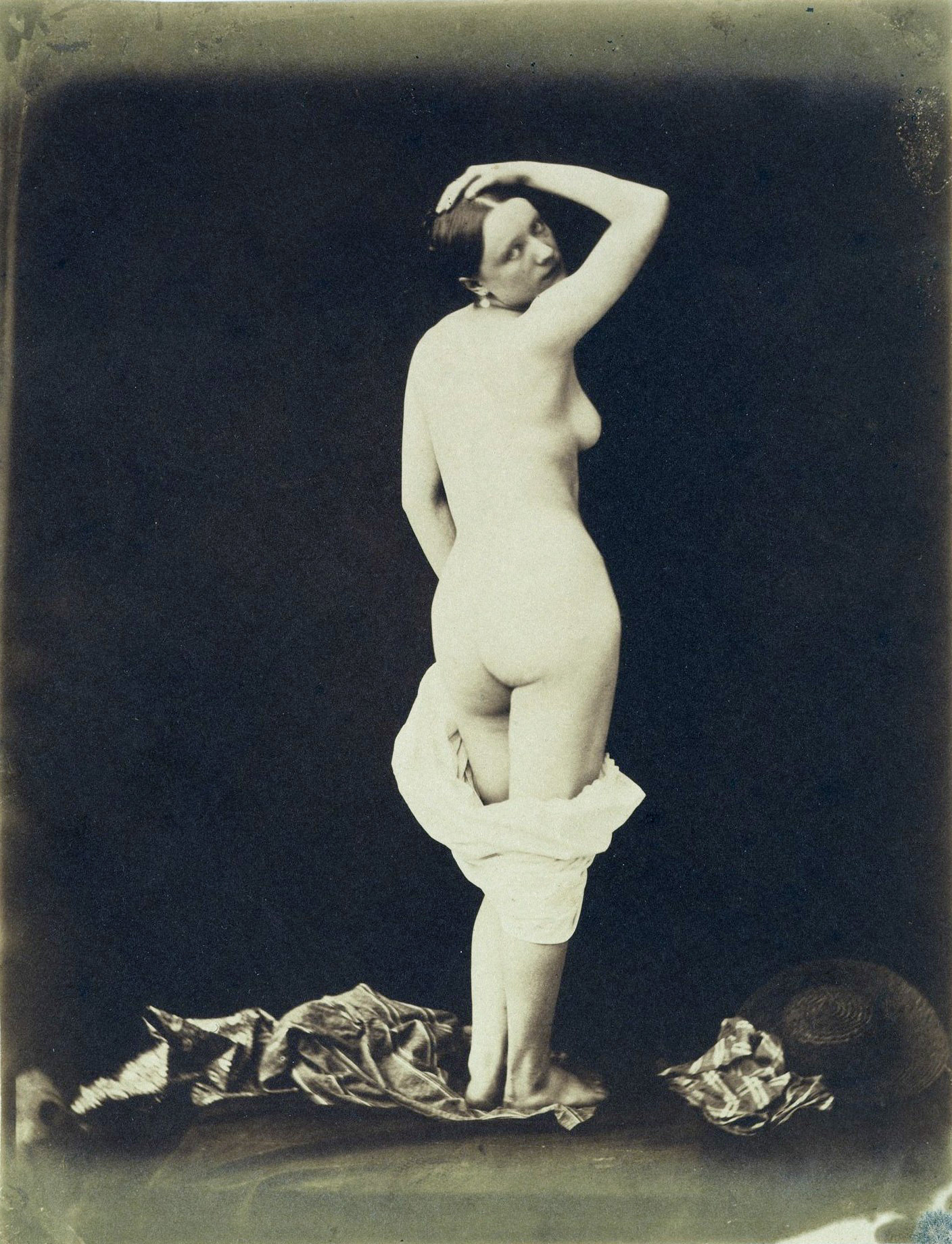
Nu, par Félix-Jacques Moulin (années 1850)

Riche de quelque 25 000 œuvres, la collection de photographies du Met est composée de cinq collections majeures et des nouvelles acquisitions du musée. Alfred Stieglitz, fameux photographe lui-même, fit don de la première collection importante du musée, laquelle comprenait une étude complète d'œuvres pictorialistes, une riche série de tirages d'Edward Steichen, et une collection remarquable de photographies provenant du propre studio de Stieglitz.
Le Met compléta le don de Stieglitz par 8 500 pièces provenant de la Gilman Paper Company Collection, de la Rubel Collection, et de la Ford Motor Company Collection, qui enrichissaient la collection respectivement par des œuvres des pionniers de la photographie française et américaine, britanniques et par des photographies américaines et européennes postérieures à la Première Guerre mondiale. Le musée fit aussi l'acquisition de la collection personnelle de Walker Evans, un coup particulièrement réussi, vu la demande pour son œuvre.
Bien que le département ait obtenu une galerie permanente en 1997, toutes ses œuvres ne sont pas exposées en permanence, à cause de la nature délicate des photographies. Cependant, il a mis sur pied quelques-unes des expositions temporaires les mieux accueillies du Met, comme la rétrospective Diane Arbus ou l'exposition Édouard Baldus par exemple.

### Les bibliothèques
La Thomas J. Watson Library, du nom de son fondateur, est la principale bibliothèque du Met. Elle regroupe des livres d'histoire de l'art, comprenant des catalogues de vente et d'exposition, dans le but de mettre en valeur les collections permanentes du musée. Plusieurs départements du Met ont leur propre bibliothèque spécialisée relative à leurs domaines propres. La Watson Library et les bibliothèques des départements conservent également des ouvrages anciens et importants qui sont eux-mêmes des œuvres d'art. Parmi lesquels on peut citer les livres de Dürer et Athanasius Kircher, ainsi que les éditions de la revue surréaliste VVV et une copie de La Description de l'Égypte commandée en 1803 par Napoléon Bonaparte et considérée comme l'une des plus grandes publications françaises.
Quelques bibliothèques sont ouvertes au public sans rendez-vous. Le Library and Teacher Resource Center, Ruth and Harold Uris Center for Education (Bibliothèque et centre de ressources pour enseignants du Centre pour l'éducation Rut et Harold Uris) est ouvert aux visiteurs de tout âge désireux d'étudier l'art et l'histoire de l'art ainsi que de mieux connaître le musée, ses expositions et collections permanentes. La Robert Goldwater Library du département des arts africains, d'Océanie et des Amériques présente des documents sur ces sujets. Elle est ouverte aux chercheurs adultes et aux étudiants. La plupart des autres bibliothèques sont réservées au personnel du musée ou ne sont ouvertes au public que sur rendez-vous.

## Les directeurs

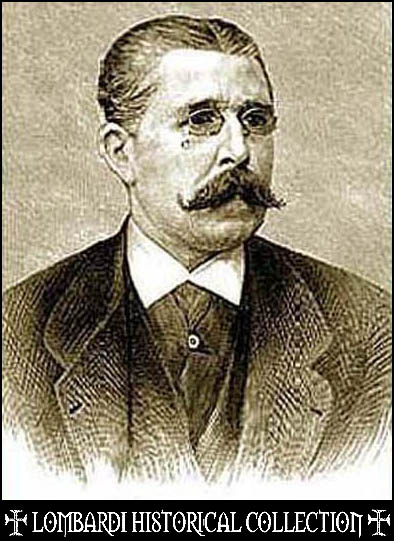
Portrait de Luigi Palma di Cesnola (vers 1870).

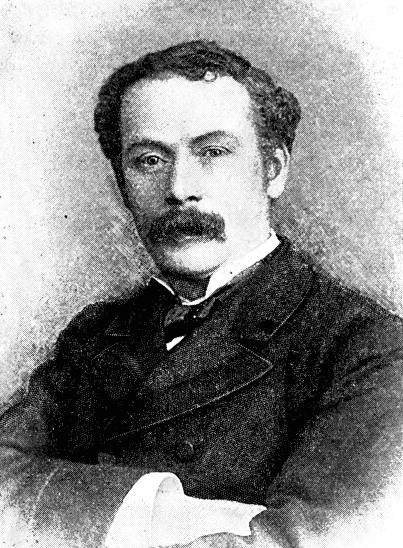
Portrait de Caspar Purdon Clarke.

Jusqu'en 2019, dix directeurs ont présidé aux destinées du musée, le premier d'entre eux, nommé en 1879, fut général de l'armée américaine, Luigi Palma di Cesnola, Italien d'origine. L'actuel directeur est l'Autrichien Max Hollein, nommé en avril 2018, il a remplacé le Britannique Thomas Campbell qui était à ce poste depuis 2009.

### Cesnola
Luigi Palma di Cesnola (1832-1904) est le premier directeur du Met, de 1879 à 1904. Militaire d'origine italienne, il a servi l'Autriche lors de la guerre de Crimée avant d'émigrer aux États-Unis en 1860. Il fonde une école d'officiers à New York puis sert comme colonel de cavalerie de l'Union lors de la guerre de Sécession où ses faits d'armes lui ont valu la Medal of Honor (la plus haute distinction militaire du pays). Sa carrière dans l'armée s'achève en 1865, il était alors général. Nommé consul des États-Unis à Chypre, il se passionne pour l'archéologie et mène des fouilles, au cours desquelles il découvre de très nombreuses pièces (plus de 30 000). La collection fut achetée par le Met, dont Palma di Cesnola devient le premier directeur en 1879. Sa nomination est d'ailleurs l'objet d'une polémique, nombre d'historiens jugeant ses fouilles à Chypre comme du pillage,.

### Clarke
Le Britannique Sir Caspar Purdon Clarke (1846-1911) est le deuxième directeur du Met entre 1904 et 1910.
Il est d'abord entré au South Kensington Museum de Londres (rebaptisé Victoria and Albert Museum) en 1867, dont il prend la direction en 1896. Clarke démissionne en 1910 pour des raisons de santé et retourne à Londres.

### Robinson
De 1910 à 1931, le Met passe sous la direction d'Edward Robinson (1858-1931). Cet archéologue, spécialiste de la Grèce antique, est conservateur (en 1885) puis directeur (en 1902) du musée des Beaux-Arts de Boston. Il rejoint le Met comme conservateur et directeur adjoint, puis comme directeur en 1910 pendant plus de vingt années,.

### Winlock
De 1932 à 1939, Herbert Eustis Winlock (1884-1950), un égyptologue renommé, fait toute sa carrière au Met avant de le diriger. Nombre d'œuvres d'art égyptiennes du musée proviennent de ses fouilles archéologiques, en particulier celles qu'il mène dans la région de Thèbes.

### Taylor
De 1940 à 1955, le Met est dirigé par Francis Henry Taylor (1903–1957). Celui-ci commence sa carrière comme conservateur du Philadelphia Museum of Art, puis directeur du Worcester Art Museum du Massachusetts, avant de rejoindre le Met comme directeur. Il développe son idée qu'un musée n'est pas un simple dépôt d'œuvres d'art, mais bien une institution ou un service public. Grâce à son action, il réussit à doubler la fréquentation du musée au cours de sa carrière : le nombre de visiteurs atteint le chiffre de 2,3 millions par an.

### Rorimer
James J. Rorimer (1905–1966) dirige le musée de 1955 jusqu'à sa mort le 11 mai 1966. Il y consacre toute son existence. Dès la fin de ses études en 1927, il rejoint le Met comme assistant du département des arts décoratifs, puis comme conservateur des arts médiévaux dès 1934. Une courte interruption pour servir son pays, en 1943, lors de la Seconde Guerre mondiale, où l'armée utilise ses compétences pour la préservation des biens culturels et la recherche des œuvres d'art volées par les nazis. Il revient au Met en 1949 comme directeur du Cloisters, jusqu'à sa nomination en 1955 comme directeur du musée.

### Hoving
Le 17 mars 1967, c'est Thomas Hoving (1931-2009) qui succède à Rorimer. Après son doctorat obtenu à l'université de Princeton en 1959, Hoving travaille au département des arts médiévaux du Met, dont il devient le conservateur en 1965. Il quitte ensuite le Met, en 1966, pour entrer dans l'équipe du maire de New York John V. Lindsay. Cependant, après la disparition brutale de Rorimer, il retourne au Met, mais comme directeur cette fois. Il contribue bien entendu à agrandir les collections du musée, mais aussi le musée lui-même par des extensions et des rénovations. Il fait entrer le musée dans la culture de masse, avec la création de grandes expositions « blockbusters », destinées à attirer le maximum de visiteurs. C'est aussi dans les années 1970 que le Met se dote de librairies, de restaurants et de cafés. Il démissionne le 30 juin 1977 pour fonder une société de conseil pour les musées.

### De Montebello
De 1977 à 2009, le directeur du Met est Philippe de Montebello. Ce Français (né à Paris en 1936), descendant de Jean Lannes, duc de Montebello, suit sa famille aux États-Unis en 1951 où ils sont naturalisés américains en 1955. Il fréquente le lycée français de New York où il obtient son baccalauréat en 1958. Montebello étudie ensuite l'histoire de l'Art à Harvard, puis prépare un doctorat à l'Institut des Beaux-Arts de l'université de New York ; mais, en 1963, il interrompt ses recherches pour rejoindre le Met comme assistant conservateur du département de peintures européennes. En 1969, il est nommé directeur du musée des Beaux-Arts de Houston, poste qu'il occupe jusqu'en 1974. Il retourne alors au Met comme vice-directeur, puis est nommé directeur en 1977. Sous sa direction, le musée double sa superficie, les galeries européennes du XIXe siècle sont remodelées en profondeur, des galeries hautes sont créées afin de mettre en valeur des toiles monumentales comme celles de Tiepolo. Il est néanmoins critiqué pour son conservatisme vis-à-vis de l'art moderne et contemporain.

### Campbell
Entre janvier 2009 et février 2017, la direction du musée est assurée par Thomas Campbell. Né en 1962 à Cambridge et d'origine anglaise, il est historien spécialisé dans les tapisseries européennes. Il annonce sa démission le 28 février 2017, après de nombreuses critiques sur la gestion humaine, financière et artistique du musée,.

### Hollein
En avril 2018, le Met annonce la nomination de Max Hollein, un Autrichien né à Vienne en 1969, à sa direction.

## Quelques peintures exposées au Met

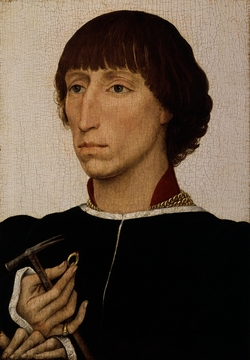
Rogier van der Weyden,Portrait de François d'Este (1450), 29,8 × 20,3 cm.
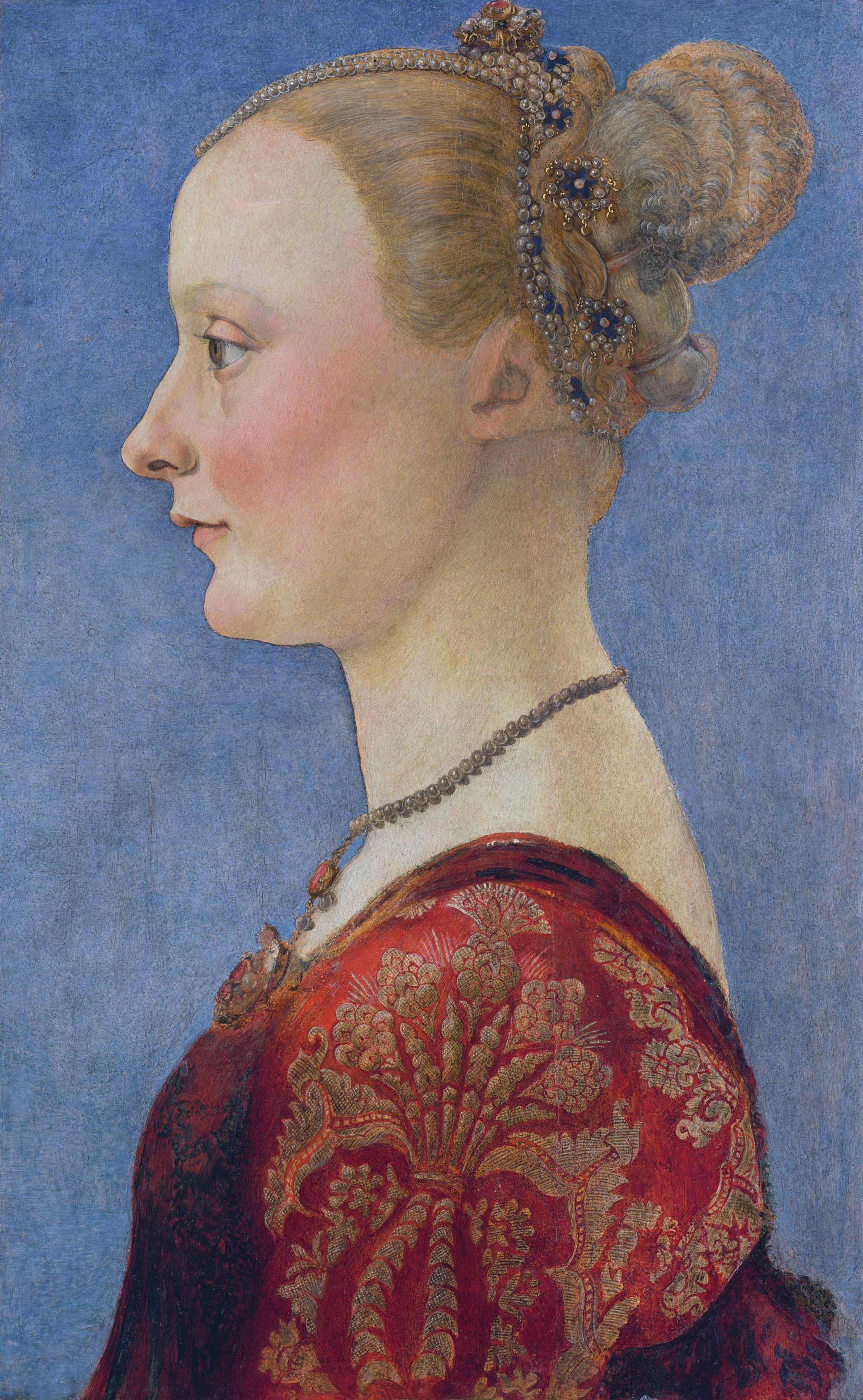
Antonio Pollaiuolo,Portrait d'une jeune femme (XVe siècle), 46,3 × 32,5 cm.
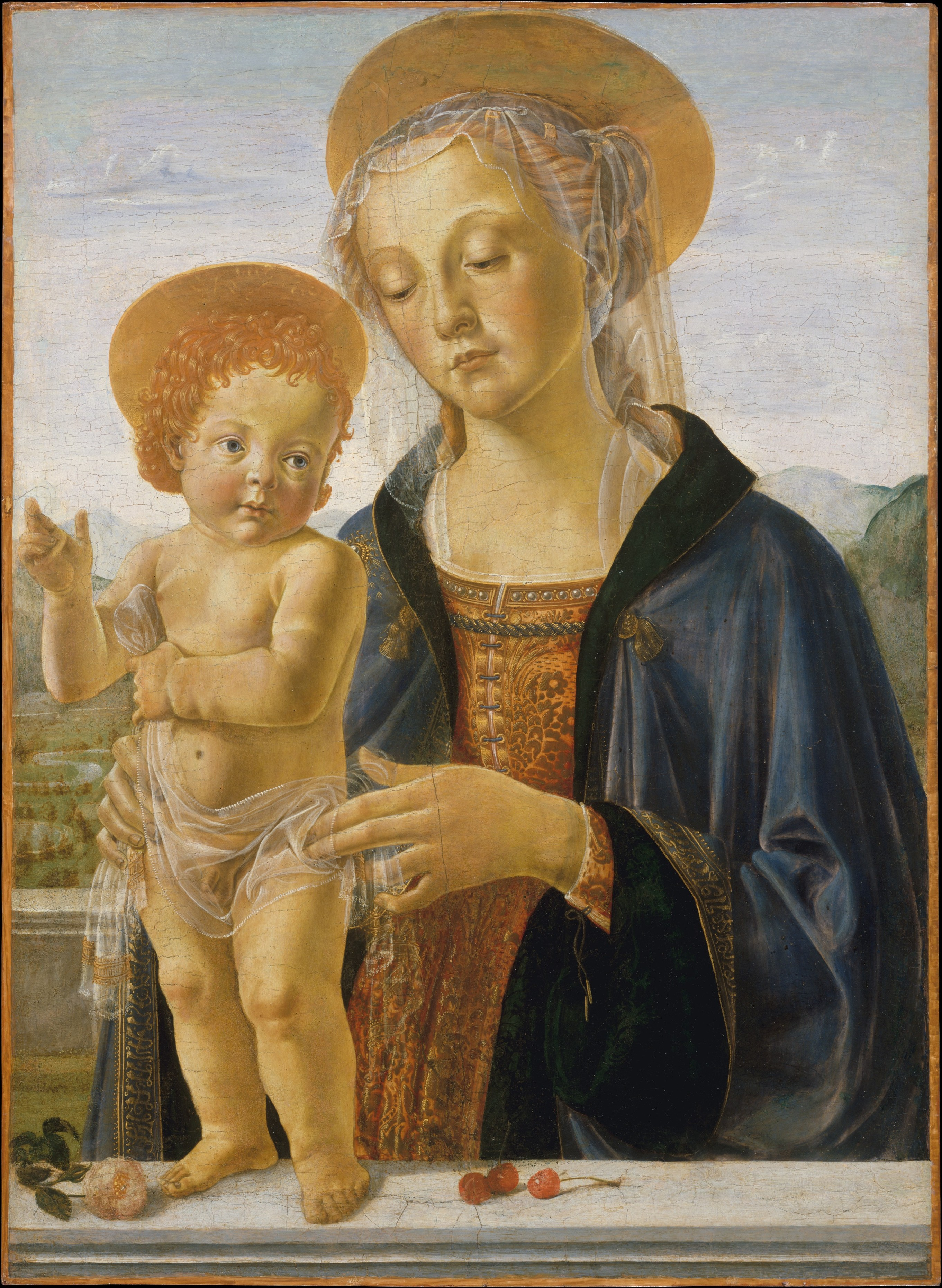
Andrea del Verrocchio,Madone (1470-1475), 65 × 47,5 cm.
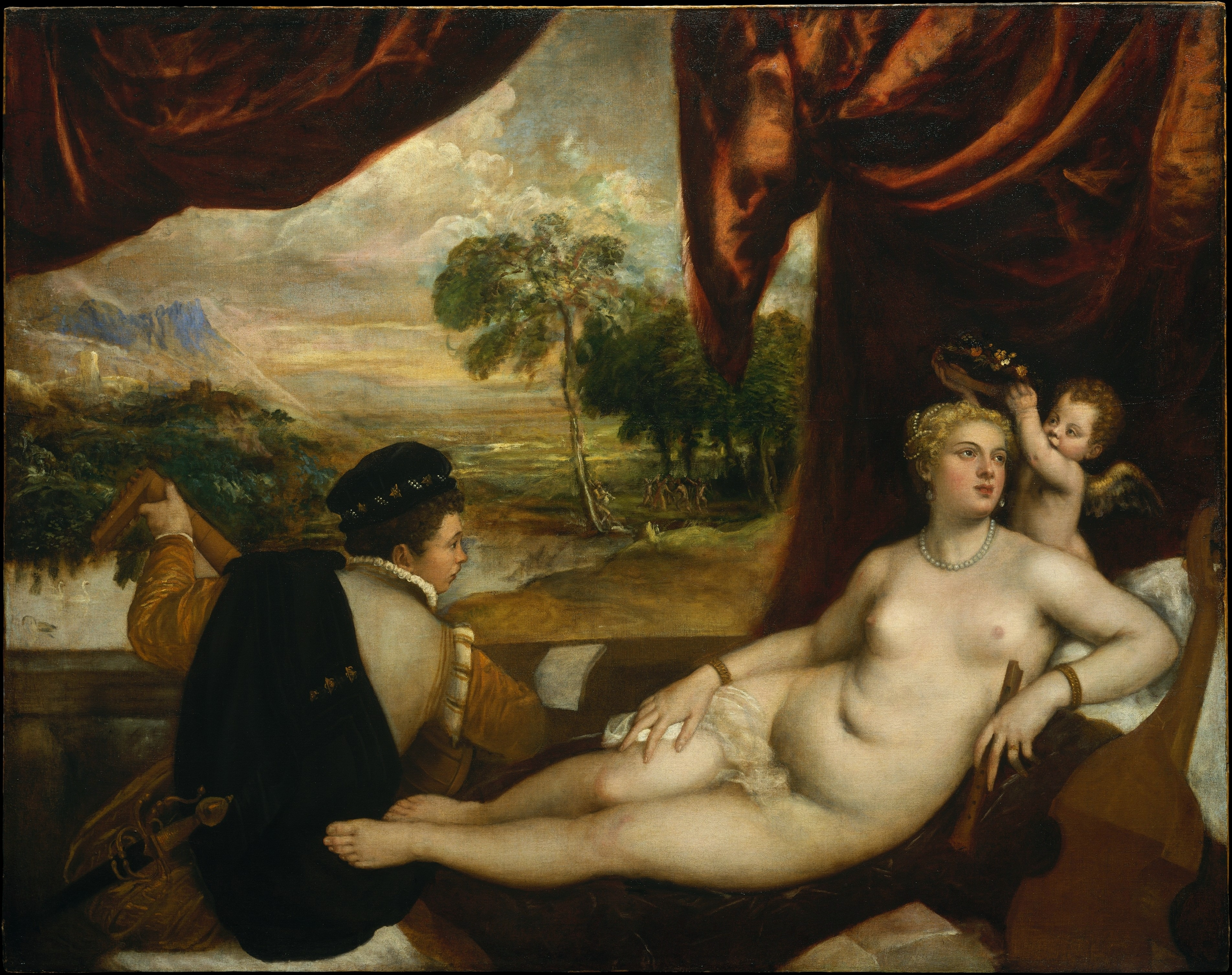
Titien,Vénus et le joueur de luth, (1560), 157 × 205 cm.
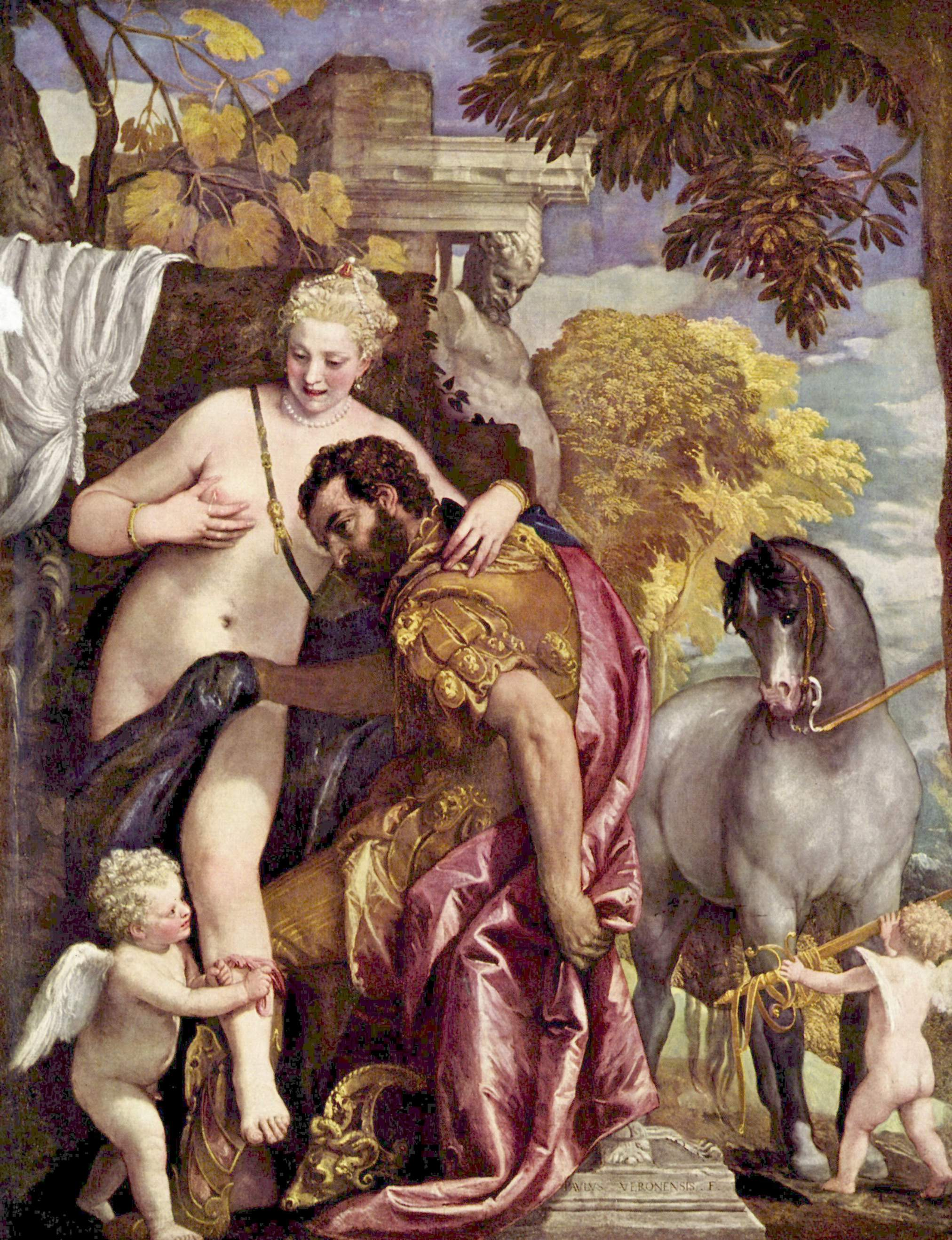
Paul Véronèse,Mars et Vénus (XVIe siècle), 206 × 161 cm.
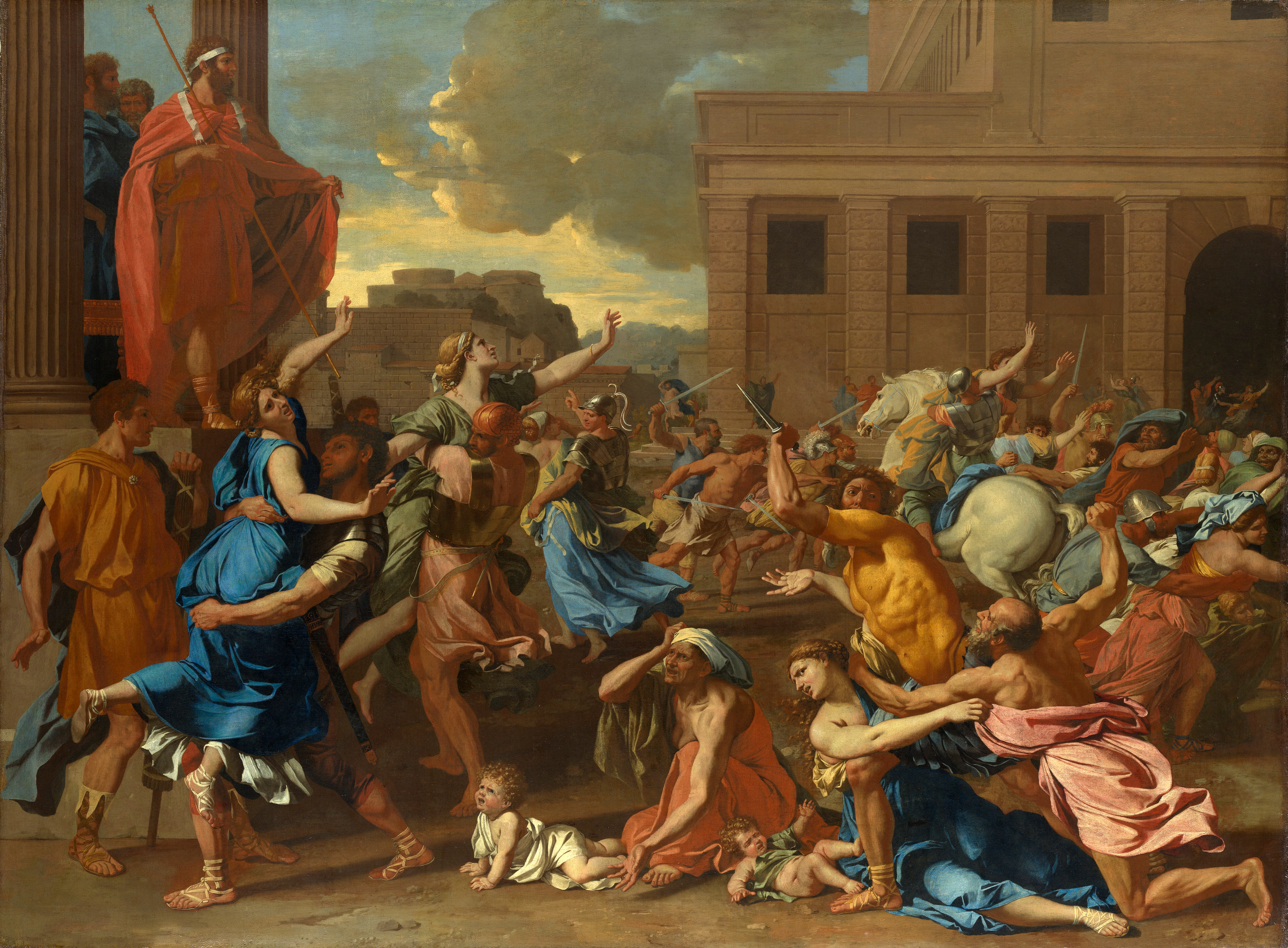
Nicolas Poussin,L'Enlèvement des Sabines (1633-1634), 210 × 155 cm.
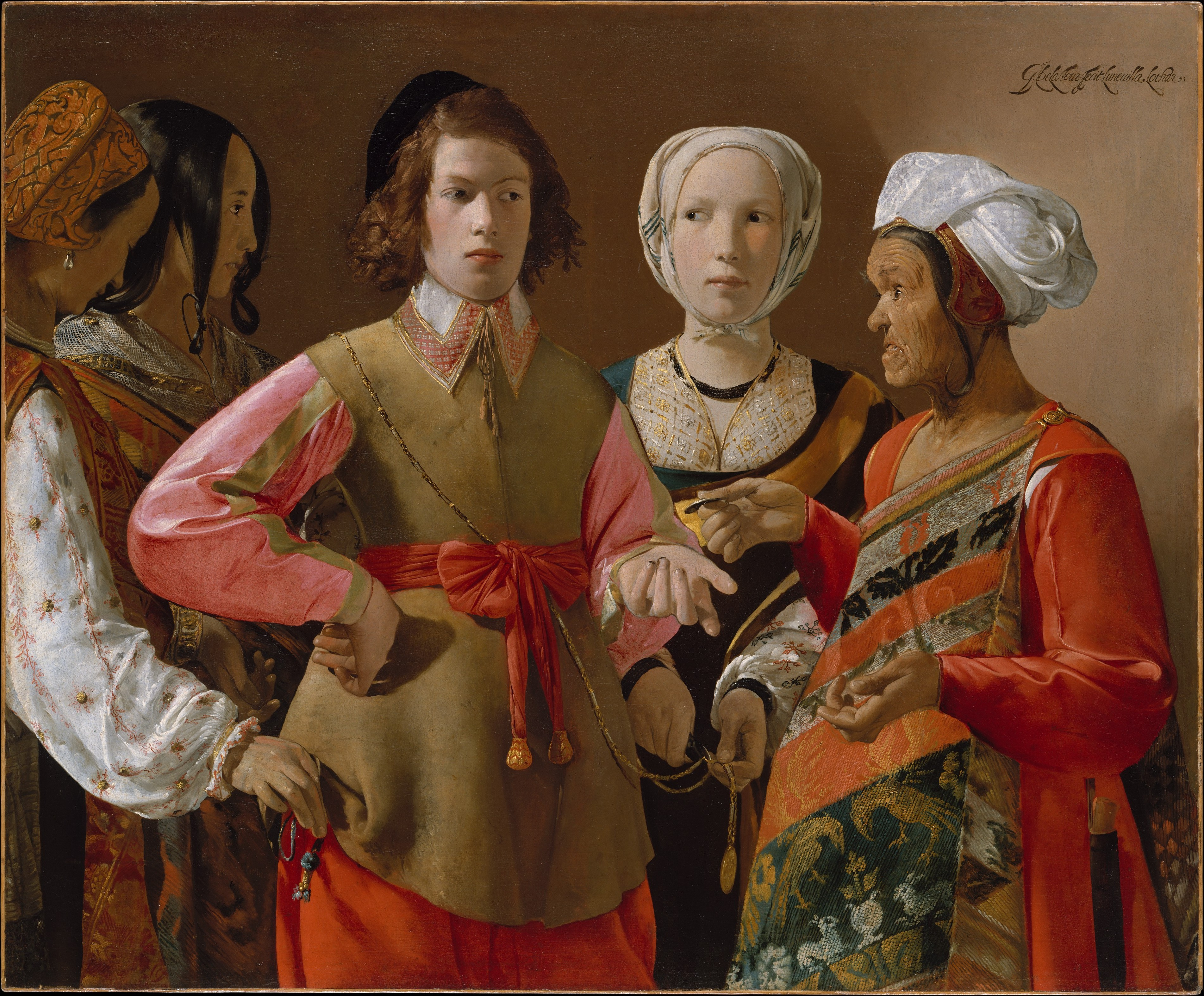
Georges de La Tour,La Diseuse de bonne aventure (1633-1639), 123 × 102 cm.
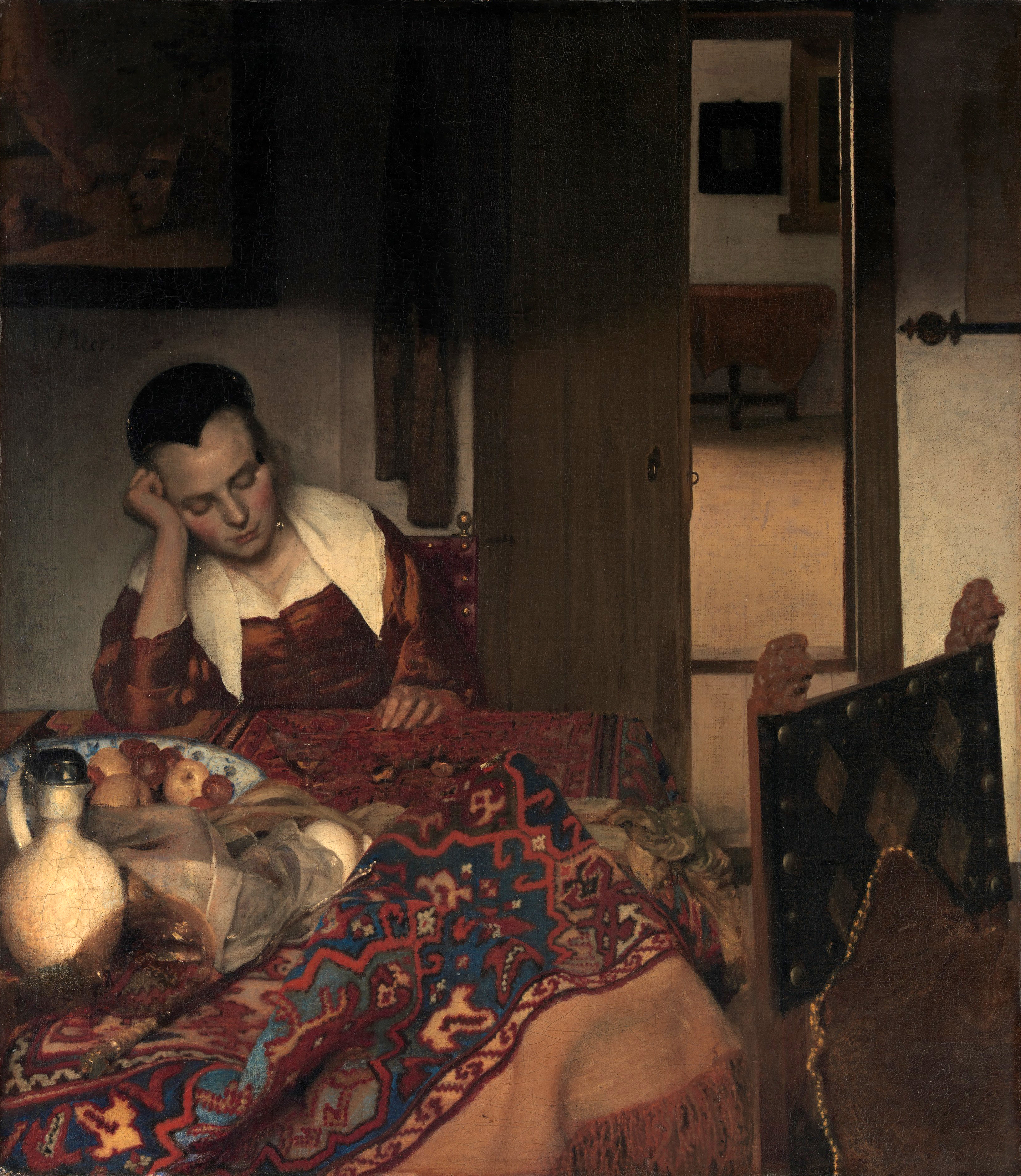
Vermeer,Une jeune fille assoupie (1656-1657), 86,5 × 76 cm.
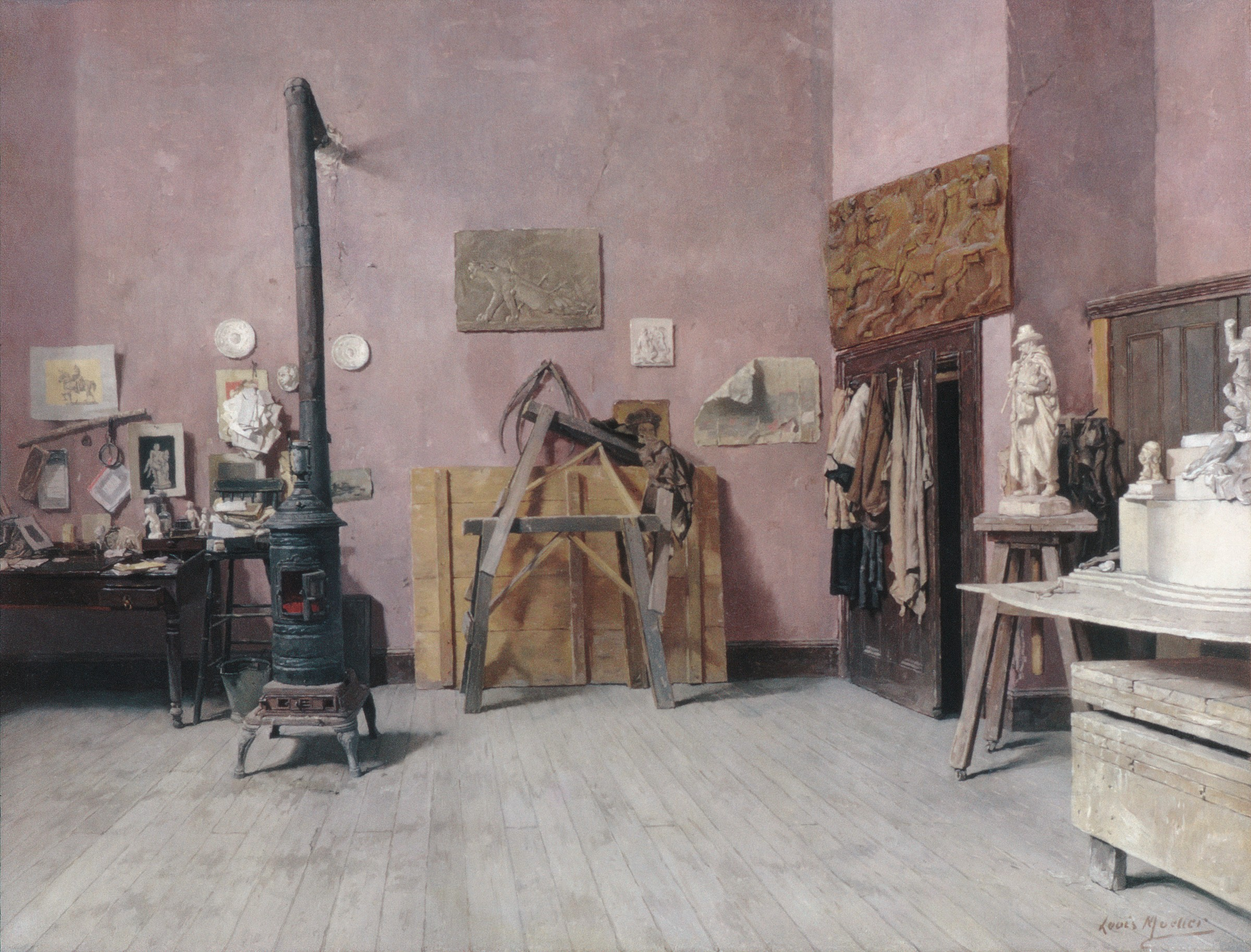
Louis Moeller,Sculptor's Studio, années 1880.
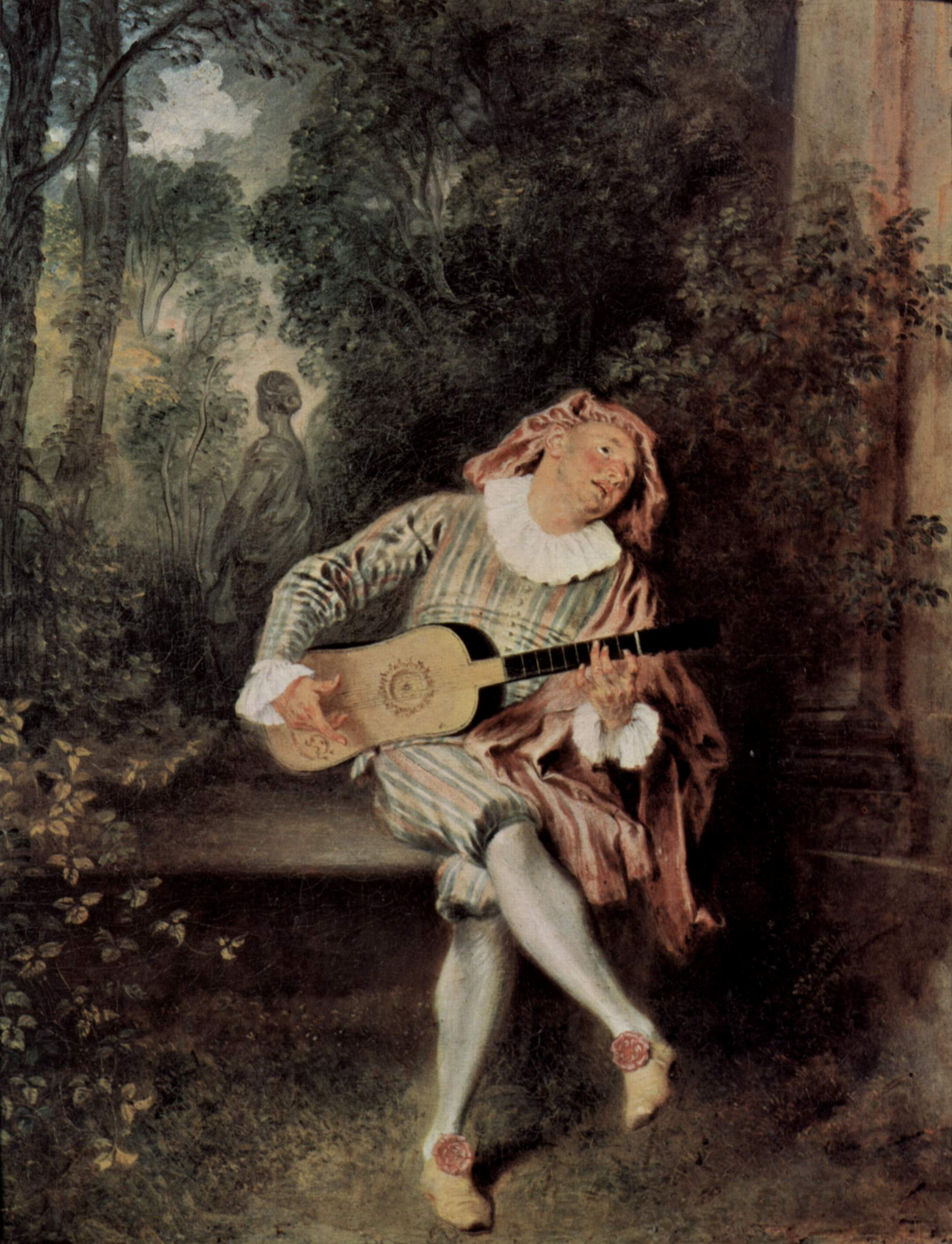
Antoine Watteau,Musicien (1717-1719), 55,2 × 43,1 cm.
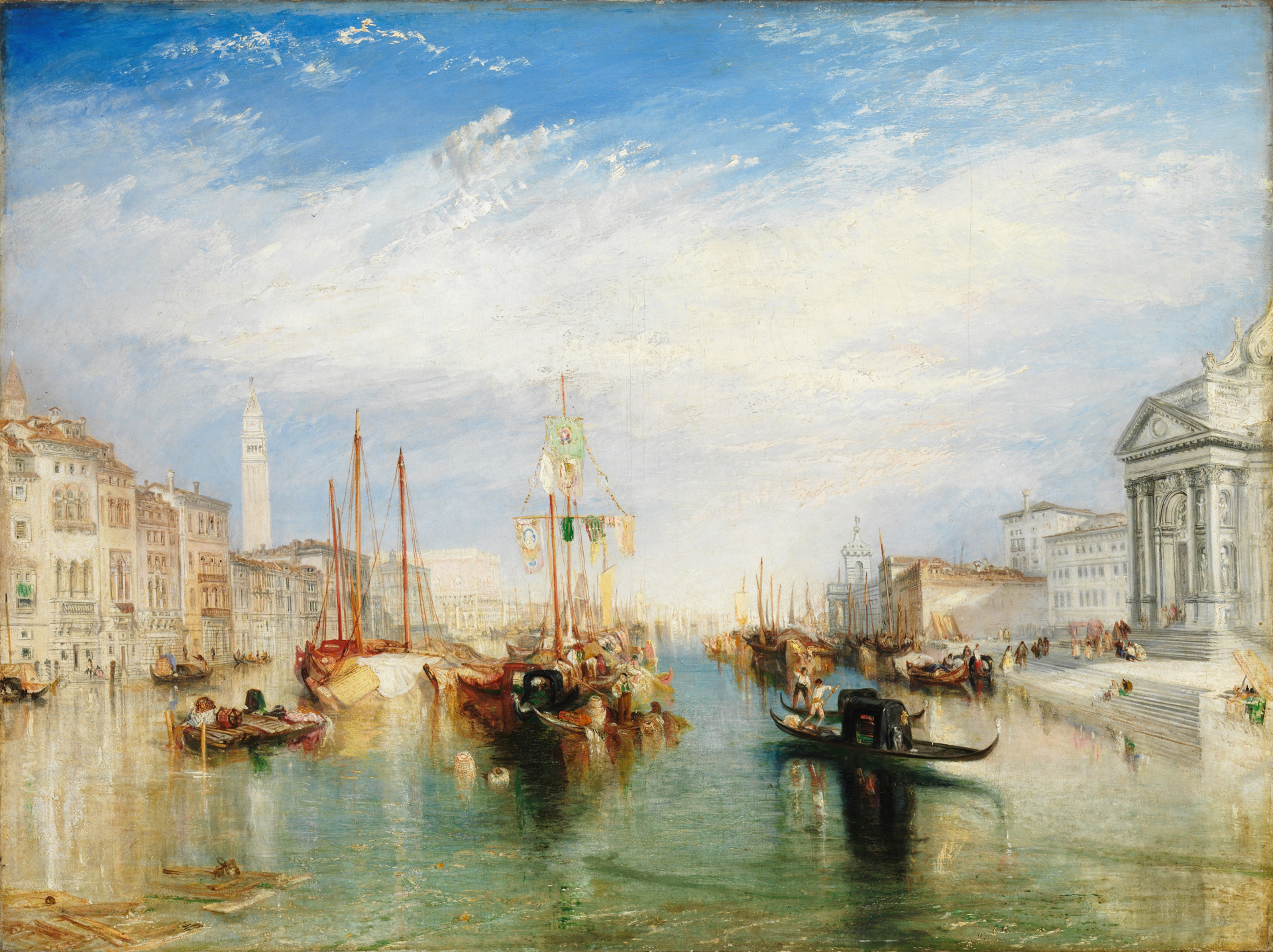
Joseph Mallord William Turner,Le Grand Canal de Venise (1835), 90 × 120,3 cm.
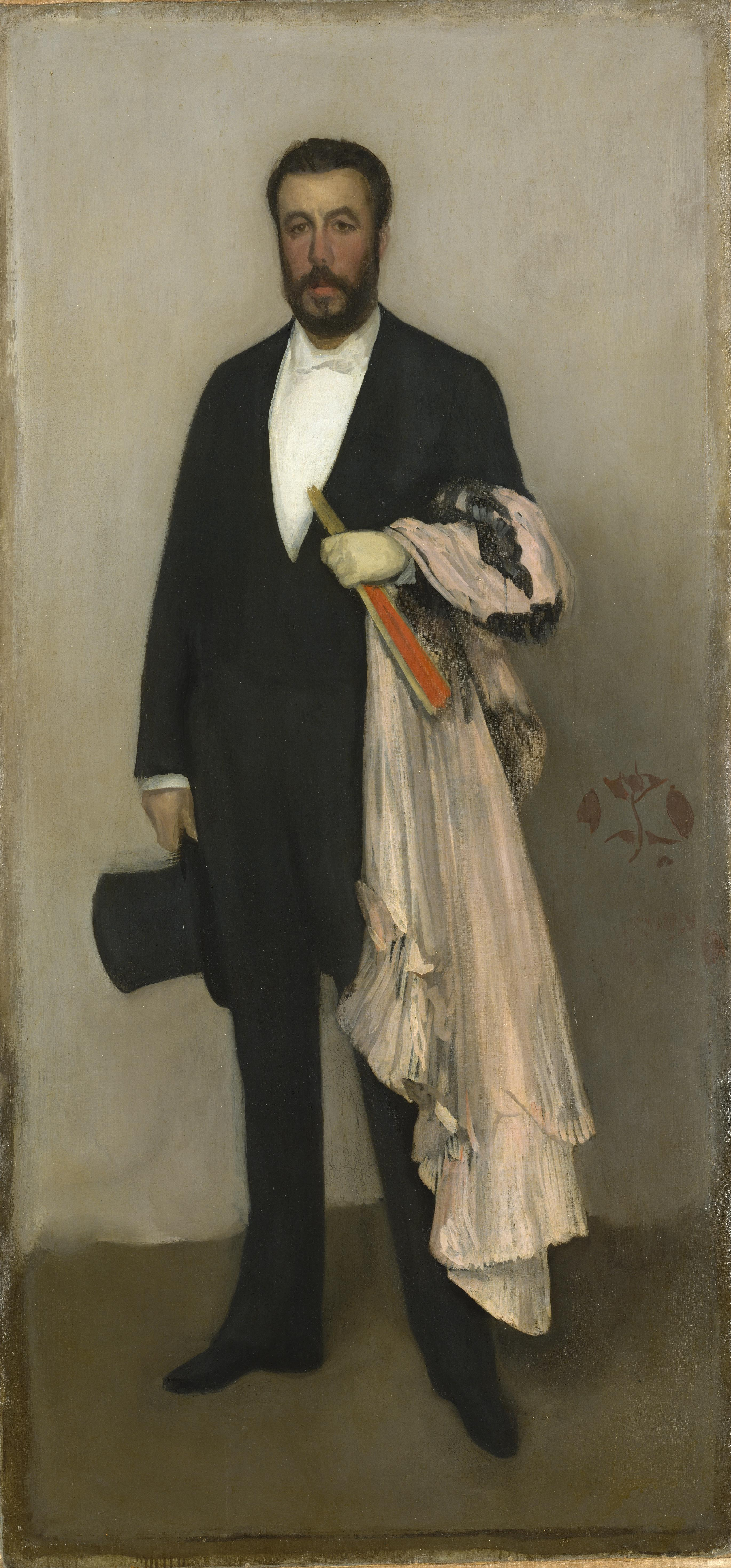
James Abbott McNeill Whistler,Portrait de Théodore Duret (1883), 193,5 × 91 cm.
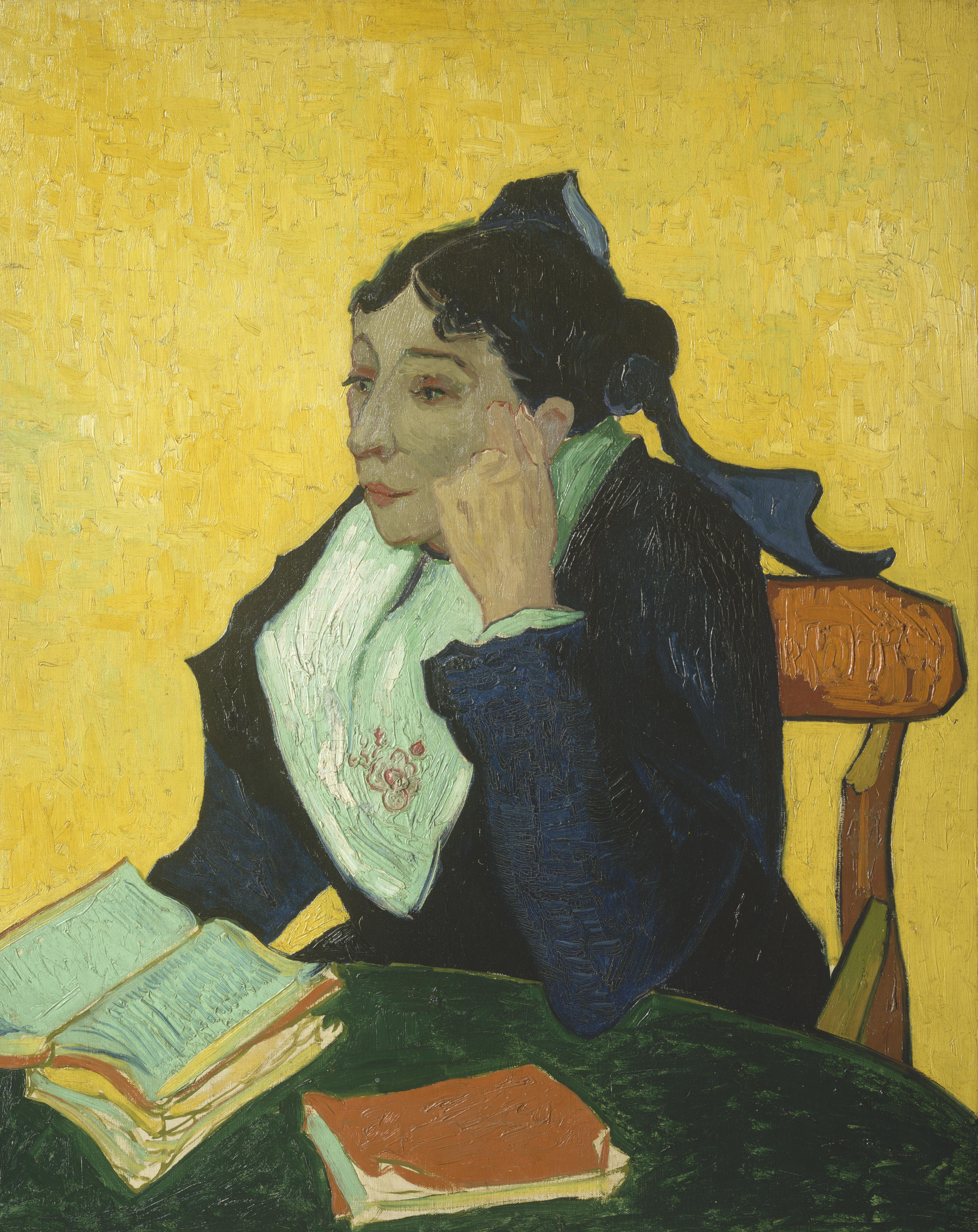
Vincent van Gogh,L'Arlésienne (1888).
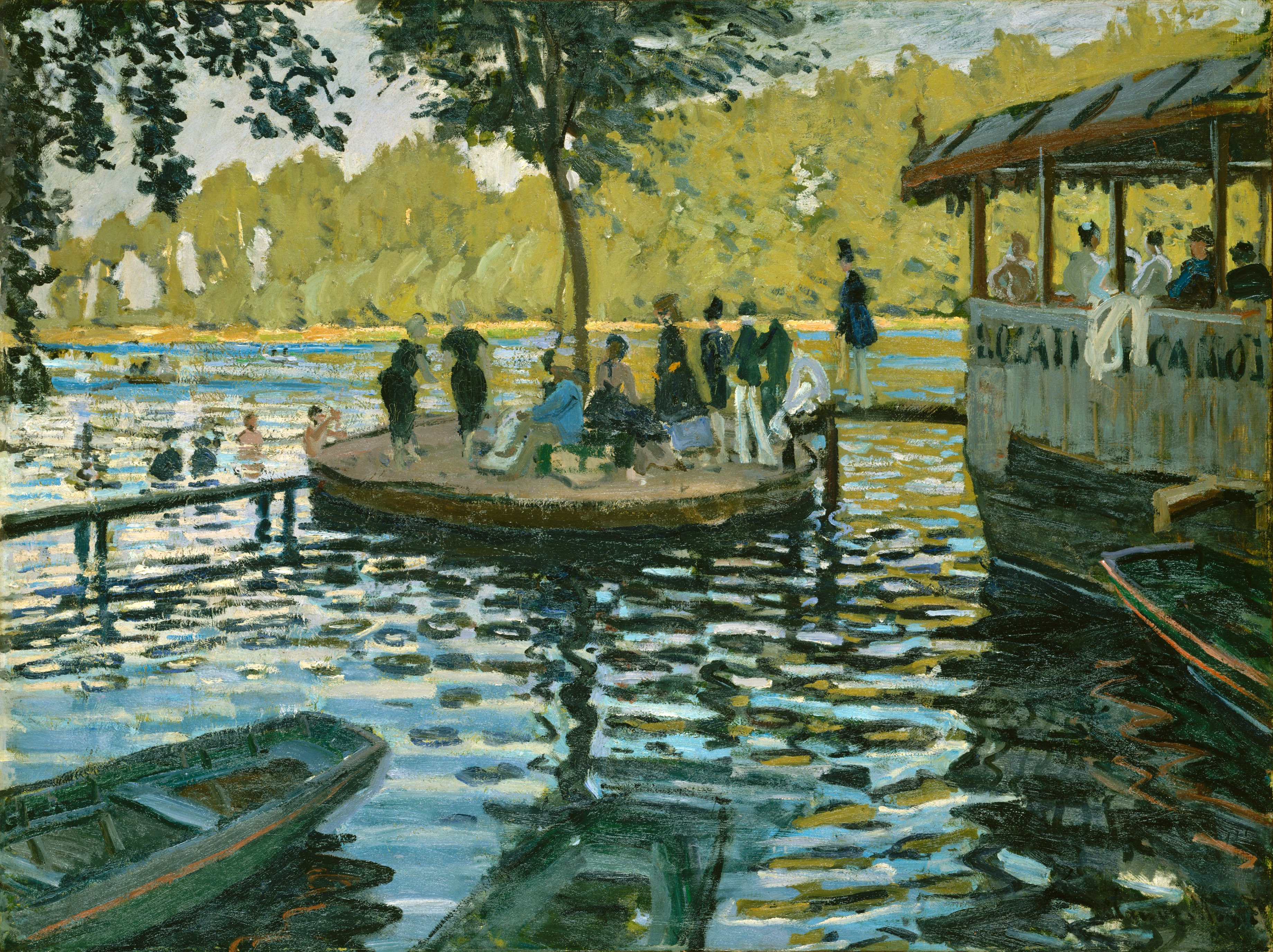
Claude Monet,La Grenouillère (1869).
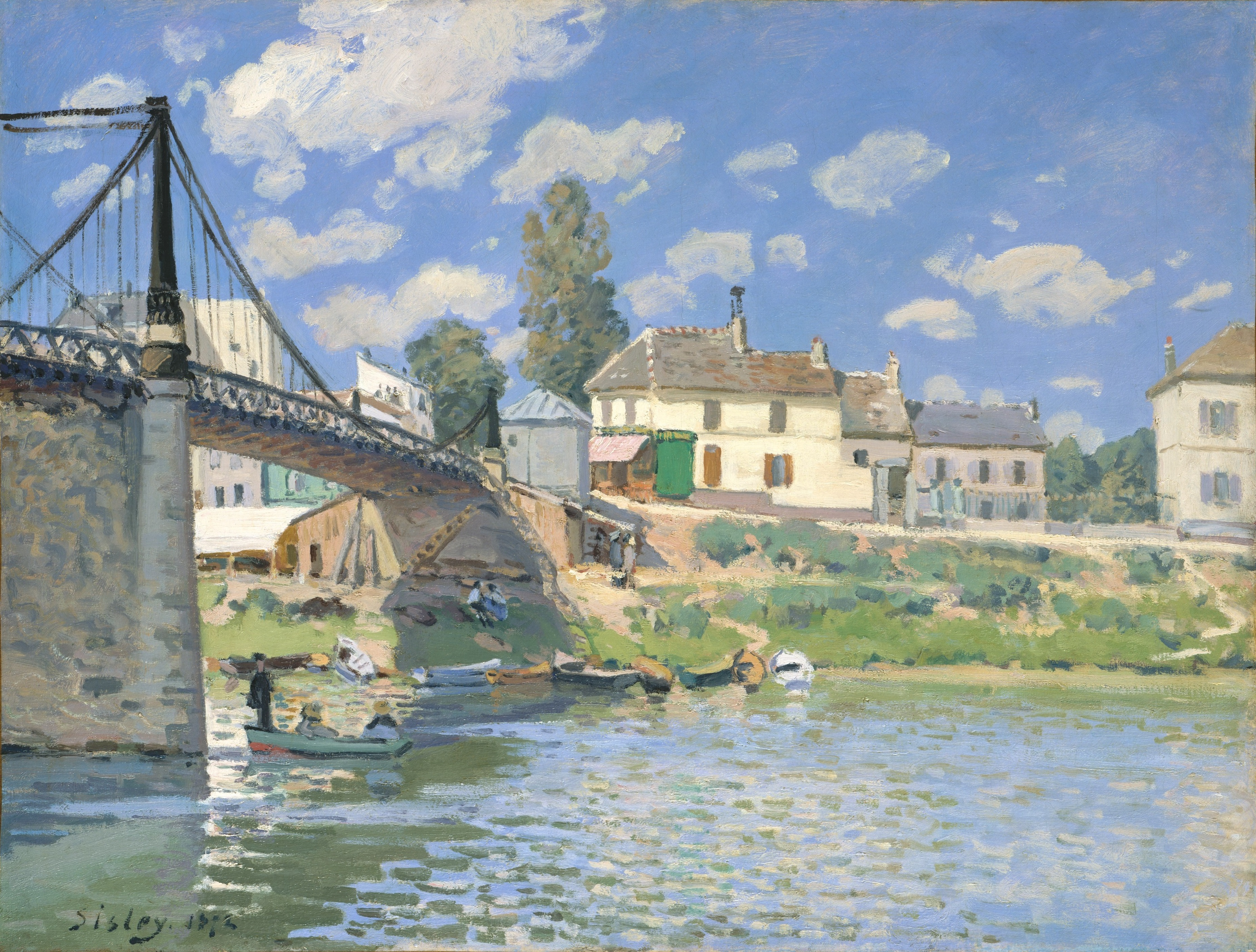
Alfred Sisley,Le Pont de Villeneuve-la-Garenne (1872).
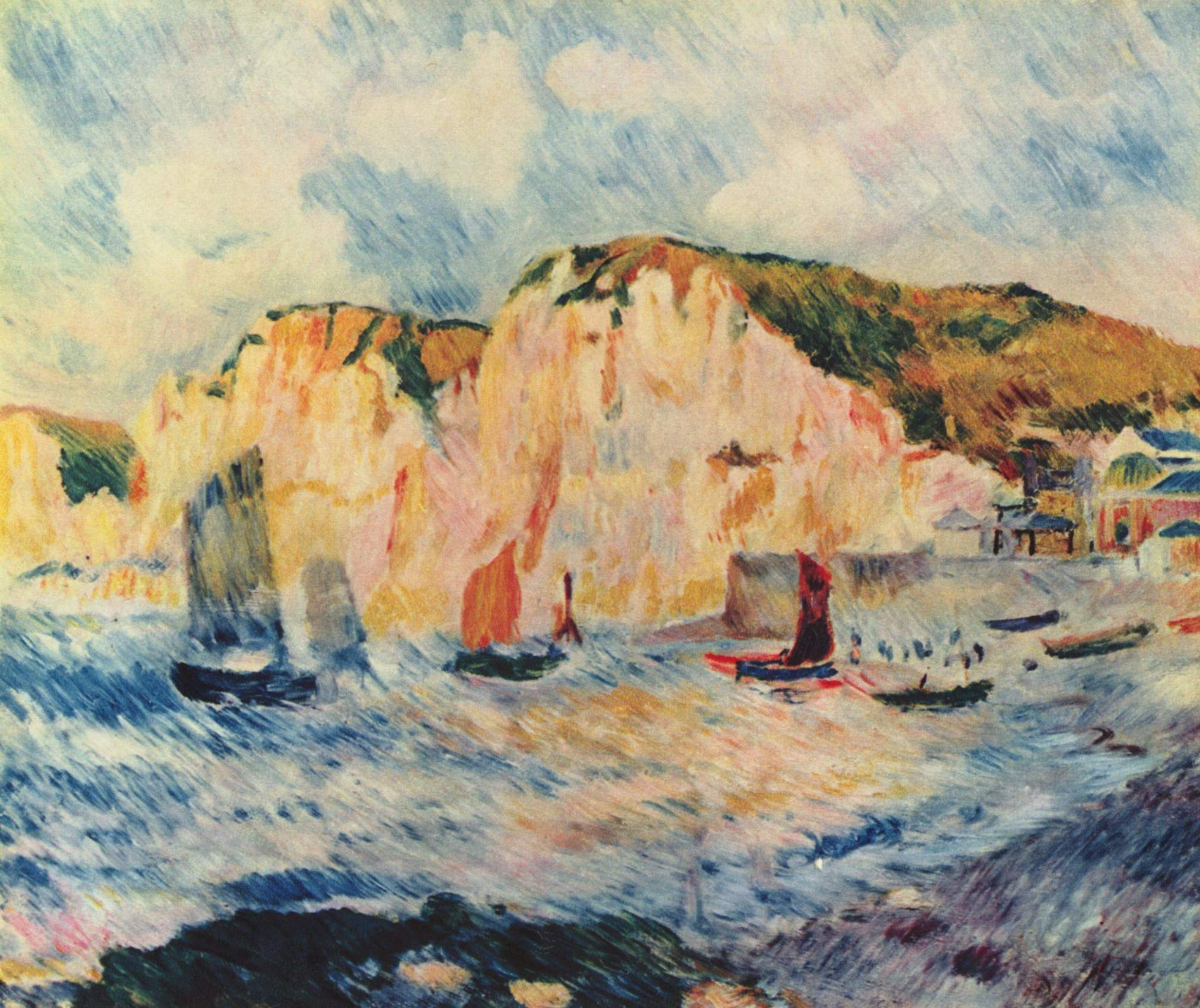
Auguste Renoir,Mer et bateaux (1883).
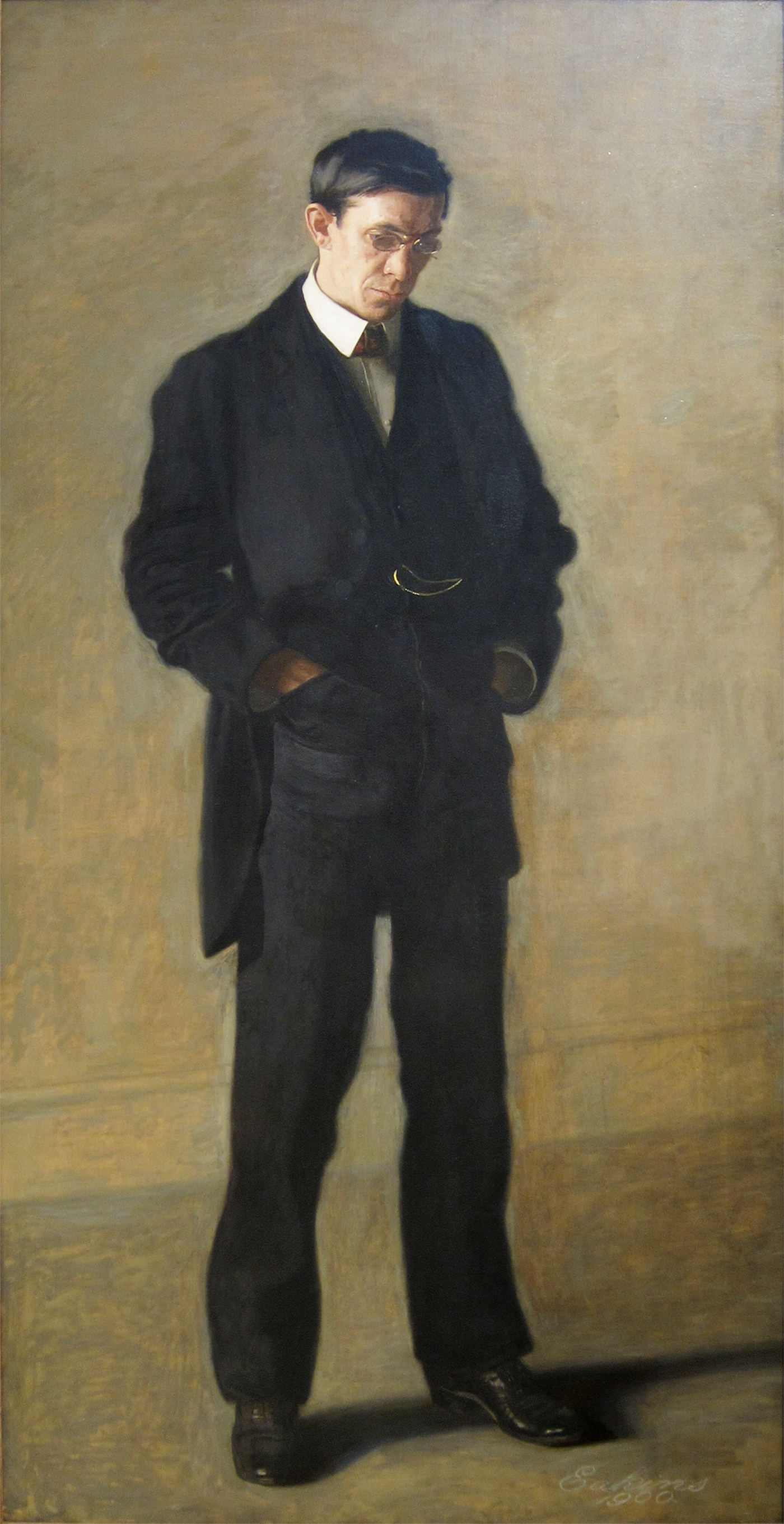
Thomas Eakins,Le Penseur, portrait de Louis N. Kenton (1900), 208 × 107 cm.
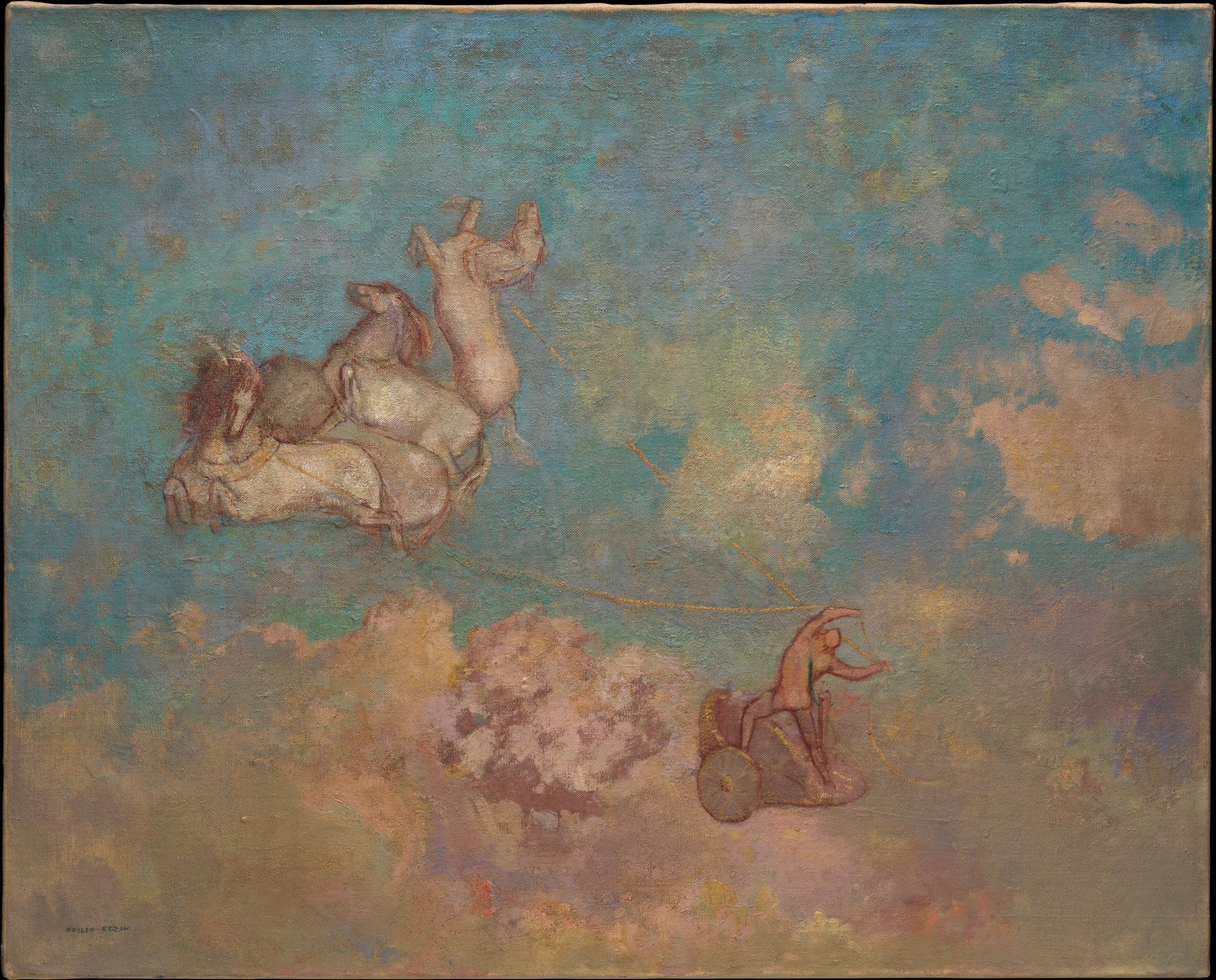
Odilon Redon,Le Char d'Apollon (1905-1914)[92].

## Dans la culture populaire

### Au cinéma et à la télévision
- 1980 : Pulsions
- 1999 : Thomas Crown (le film est censé s'y dérouler mais les scènes d'intérieur n'ont pas été tournées dans le Met ; de plus, le tableau de Monet Saint-Georges-Majeur au crépuscule ne fait pas partie des collections du Met).
- 2006 : Hitch, expert en séduction
- 2007-2012 : Gossip Girl (plusieurs scènes sont tournées sur les marches du musée, lieu de déjeuner des héroïnes).
- 2010 : Percy Jackson : Le Voleur de foudre
- 2018 : Ocean's 8

### Dans la littérature
- 2013 : Le Chardonneret de Donna Tartt (le roman débute au Met où le héros visite une exposition sur l'art hollandais.)

### Dans les jeux vidéo
- 2003 : Judge Dredd: Dredd vs. Death (une partie de l'avant-dernier niveau se déroule dans le musée)

### Dans la mode
- Le 4 décembre 2018, Karl Lagerfeld y organise un défilé Chanel[93].